# Lavina

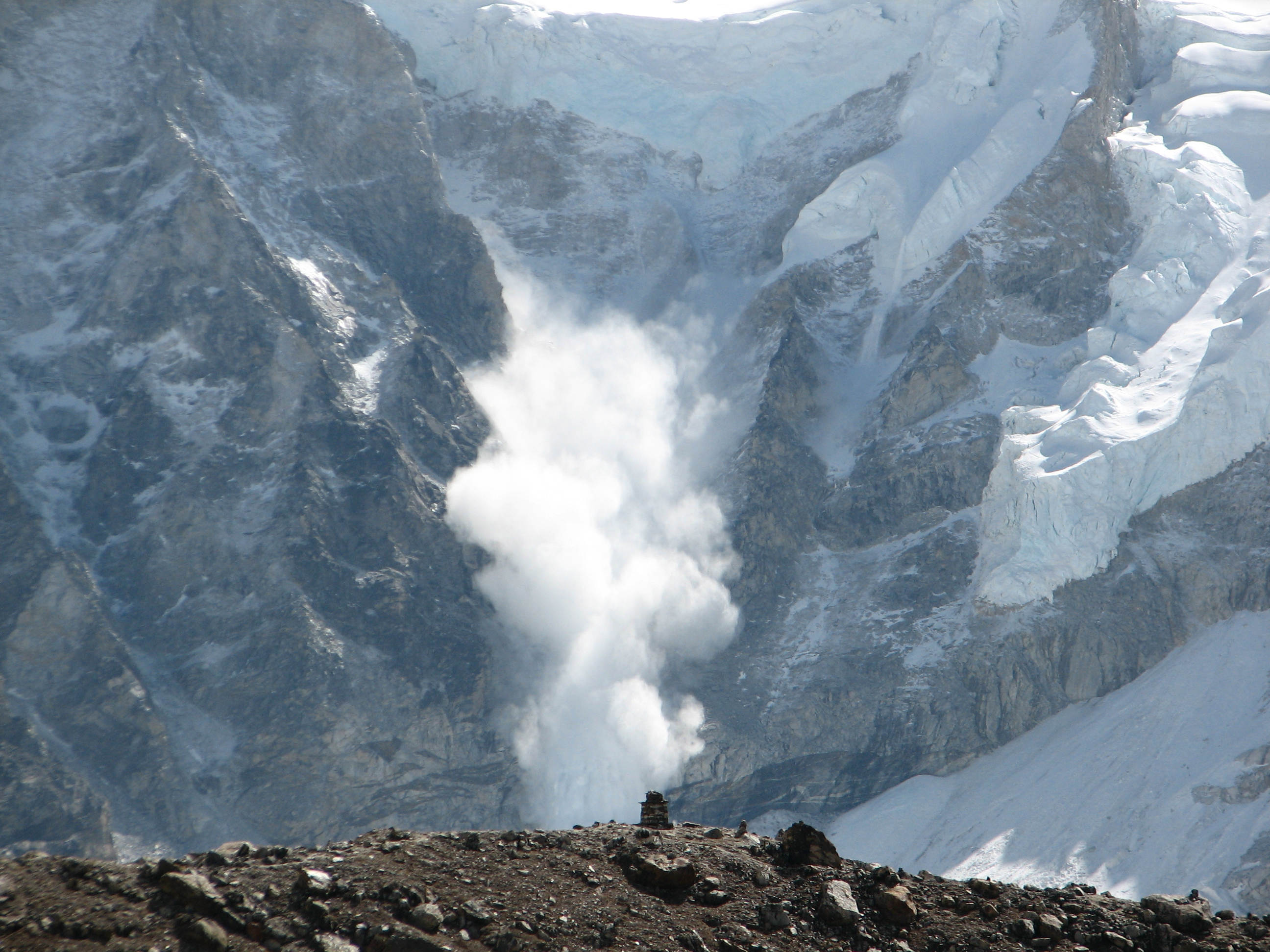
Lavina v Himálaji

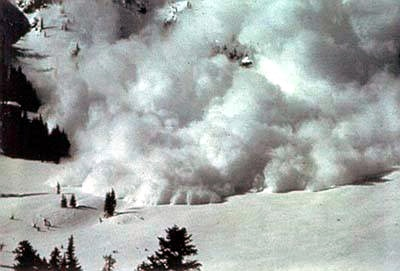
Čelo pohybující se laviny suchého sněhu

Lavina je rychlý a náhlý sesuv většího množství sněhu po svahu, který by již mohl zasypat, zranit nebo zabít člověka. Slovo lavina se někdy (např. v běžném hovoru) přeneseně používá i pro různé jiné sesuvy, například kamení, půdy, bahna atd. V tomto článku jsou popsány především sněhové laviny – ovšem i sněhová lavina s sebou často bere kamení, stromy a další materiál. Laviny představují vážné nebezpečí především v horských oblastech, kde je jak dostatek strmých svahů, tak dostatečná mohutnost sněhové pokrývky. Ročně zahynou v zemích s aktivní lavinovou službou řádově první stovky osob. Největší podíl z nich, zpravidla přes 80 %, představují osoby pohybující se ve volném terénu, jako jsou lyžaři, skialpinisté a horolezci. Jakožto přirozený přírodní proces mají laviny nezastupitelný význam ve vývoji přírodních ekosystémů.

## Etymologie
České slovo „lavina“ je přejato z německého slova Lawine. To bylo do němčiny přejato v alpské oblasti v románském prostředí z pozdnělatiského slova lābīna s významem „sesuv země, zřícení“. Kořen slova tvoří sloveso lābī, které znamená „sunout se“ či „padat“ a souvisí se slovem „labilní“.

## Příčiny
Z fyzikálního hlediska budoucí lavina představuje na strmém svahu značné množství potenciální energie. Na místě se drží díky vlastní pevnosti, třecím silám s podkladem a případnou podporou objektů na svahu, které působí jako kotvy (např. stromy). Rovnováha může být různě stabilní a ke kritickému vychýlení z rovnováhy může být potřeba různého impulsu síly.
Lavina vzniká, když je tato rovnováha dostatečně porušena – například vzroste zatížení spodních vrstev sněhu nově napadlým nebo navátým sněhem, pádem převěje nebo zatížením lidmi (i zvířaty) – třeba během lyžování. Lavina také může vzniknout kvůli snížení tření s podkladem či pevnosti sněhových vrstev, kupříkladu při rychlém oteplení nebo penetraci sněhových vrstev deštěm. Laviny mohou vzniknout také v důsledku zemětřesení nebo nárazem tlakové vlny. Tímto mechanismem, s pomocí výbušnin, mohou být laviny uvolňovány i řízeně. Takové odstřely se běžně provádí na mnoha místech za účelem snížení rizika katastrofických lavin.
Ze všech pevných materiálů na povrchu Země je sníh tím nejméně soudržným. To vysvětluje, proč je četnost lavin daleko větší než četnost jiných svahových procesů – sesuvů, skalních řícení apod. Příčinou křehkosti sněhu v tomto porovnání je fakt, že je sníh přibližně z 80 % tvořen vzduchem a pouze z 20 % ledem a jakákoli soudržnost pochází pouze z vazeb mezi jednotlivými ledovými částicemi. Zároveň teplota sněhové pokrývky obvykle dosahuje více než 90 % bodu tání, což umožňuje výrazné a prudké změny v její struktuře a soudržnosti. Přesto na většině míst a po většinu času je sněhová pokrývka stabilní vzhledem k běžným spouštěčům. Pro hodnocení instability je odlišována instabilita absolutní, vyskytující se obvykle jen velmi krátce, typicky jen několik hodin za zimu, a která vede k značné spontánní lavinové aktivitě, od instability podmíněné, kdy k uvolnění laviny je nutný vnější spouštěč, a která ve sněhové pokrývce přetrvává výrazně déle. Odhalení této podmíněné nestability je cílem posuzování lavinové situace, neboť tímto vnějším spouštěčem může být právě pohyb člověka v lavinovém terénu.
Na sněhovou pokrývku působící gravitační síla v ní na svahu vyvolává různé typy deformací. Jednak je to sedání sněhové pokrývky způsobené tlakovou složkou síly, kolmou k povrchu sněhu ve svahu, a jednak ploužení, tedy pomalý pohyb sněhových zrn směrem dolů po svahu, s rychlostí klesající od povrchu sněhu směrem do hloubky, který vyjadřuje střižnou složku síly. Zatímco tlaková složka sesedání vede obecně ke stabilizaci sněhu, střižná složka podporuje nestabilitu. Třetí případnou složkou může být klouzání, tedy stejnoměrný povrch celého sloupce sněhu po podloží, který je velmi malý nebo zanedbatelný v případě suchého sněhu, ale nabývá na významu, pokud je na rozhraní mezi podložím a sněhovou pokrývkou vrstvička tekuté vody. Za normálních okolností se ve sněhu nemohou tvořit pružné, křehké zlomy, jaké jsou typické pro deskové laviny suchého sněhu, pokud rychlost deformace nedosáhne alespoň stonásobku běžné rychlosti ploužení. Taková rychlost deformace je snadno dosažitelná vnějším spouštěčem (ať už jím je výbuch, pohyb lyžaře nebo třeba pád převěje), nicméně aby mohla být dosažena bez vnějšího spouštěče, jak se tomu děje u většiny spontánních lavin, musí být ve sněhové pokrývce přítomna slabá místa, jako jsou mikroskopické trhlinky či pukliny. Taková slabá místa jsou zásadní pro vznik střižných zlomů, vyvolávajících laviny, a vzhledem k tomu, že je není možné ve sněhu rozpoznat, nebo dokonce měřit jejich vlastnosti, předvídání lavin je vždy pravděpodobnostní činností se zbytkovým rizikem.

## Klasifikace lavin

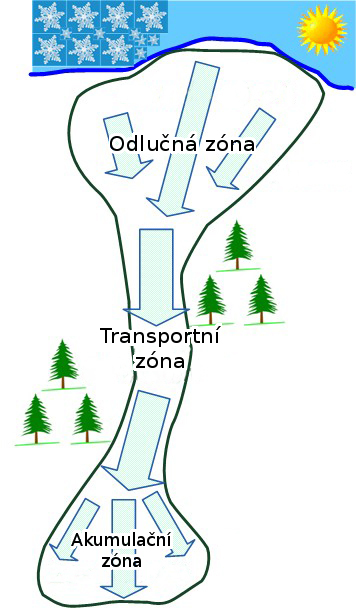
Odlučná, transportní a akumulační zóna laviny

Laviny mohou být tříděny dle nejrůznějších kritérií, jako je způsob vzniku, velikost, intenzita, tvar dráhy a podobně. V různých zemích s aktivní lavinovou službou byly historicky uplatňovány různé lavinové klasifikace. Pokusem o sjednocení popisu lavin na celém světě byla Ilustrovaná mezinárodní klasifikace lavin vydaná Mezinárodní komisí o sněhu a ledu (ICSI) pod záštitou UNESCO v roce 1981. Ta třídí laviny podle dvou základních přístupů. Morfologická klasifikace zohledňuje jevy související s tvarem a podobou laviny, jevy, které jsou přímo pozorovatelné. Genetická klasifikace zohledňuje procesy a podmínky zapříčiňující vznik laviny.

### Morfologická klasifikace lavin

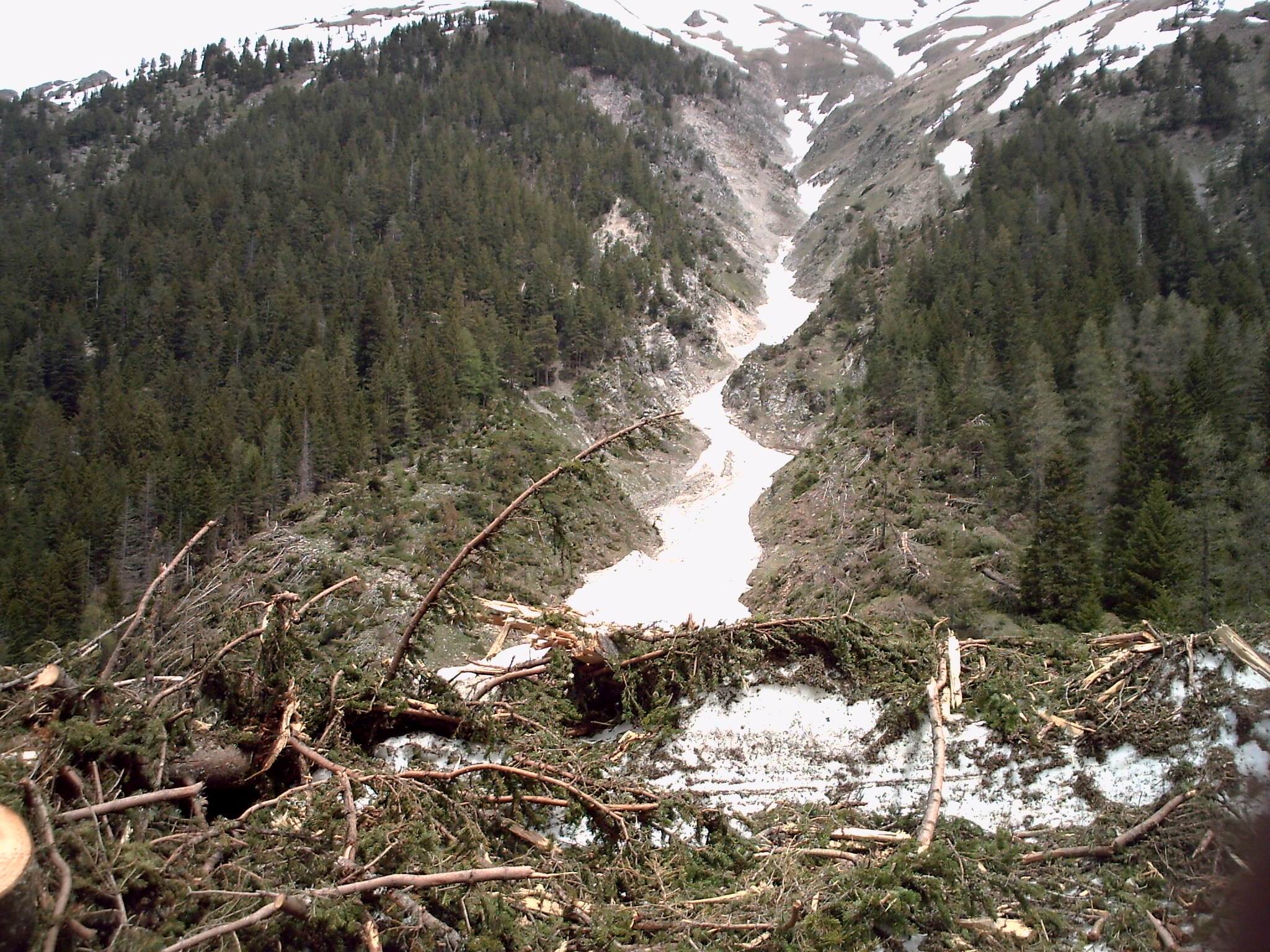
Lavinová dráha a akumulační zóna laviny. Lavinový nános obsahuje kromě sněhu kmeny a větve stržených stromů a další lavinou stržený materiál.

Tato klasifikace je používána operativně v případě popisu lavinové události v terénu. Klasifikace rozděluje lavinu na tři hlavní části: odlučnou zónu laviny (pásmo odtrhu),  lavinovou dráhu (transportní pásmo) a akumulační zónu (pásmo nánosu). V jednotlivých klasifikačních třídách pak hodnotí jevy, které jsou v těchto částech laviny pozorovatelné. V případě odlučné zóny jde o způsob vzniku laviny, pozici skluzného horizontu (povrchu, po kterém lavina klouže), a obsah tekuté vody ve sněhu. V případě transportního pásma jde o tvar dráhy a způsob pohybu sněhu. V případě akumulační zóny jde o hrubost nánosového materiálu, obsah tekuté vody v době uložení materiálu, a také přítomnost cizorodého materiálu (kamení, větve, stromy...) v lavině.

#### Laviny dle způsobu vzniku

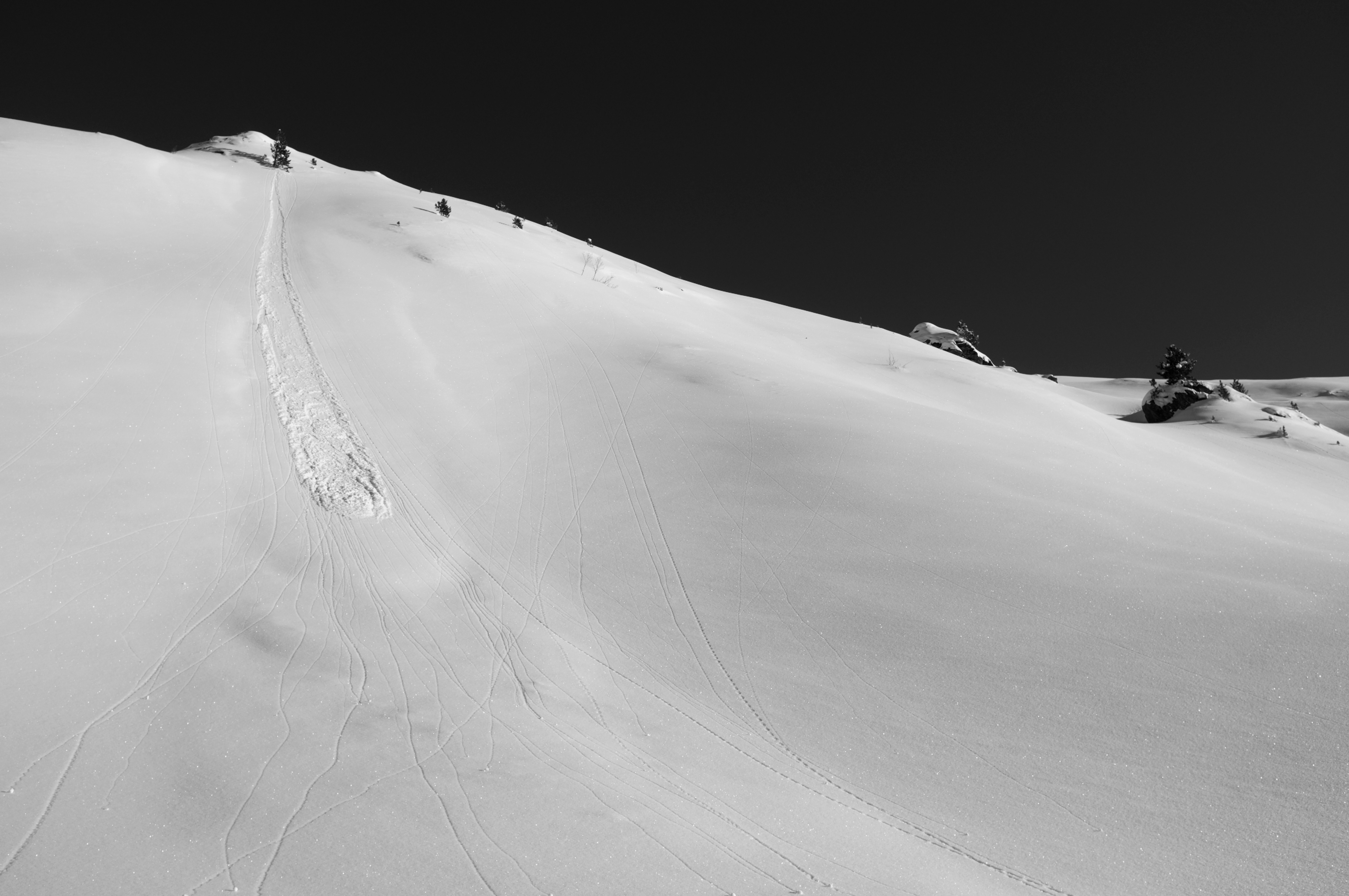
Lavina z volného sněhu

- laviny z volného sněhu: tyto laviny startují z jednoho místa a mají trojúhelníkový tvar. Při uvolnění laviny se dává do pohybu jen malé množství povrchového sněhu (obvykle méně než 10−4 m3.) Příčinou je ztráta soudržnosti vlivem přeměny sněhu nebo vlivem slunečního záření či deště. Často se tak děje v blízkosti skalních výstupků či lokálního ztenčení sněhové pokrývky, kde jsou typické vyšší teploty sněhové pokrývky. Tento uvolněný sníh pak při svém pohybu strhává další sníh do určité hloubky dané soudržností sněhu s hloubkou. To vytváří charakteristický trojúhelníkový tvar laviny. Laviny volného sněhu vytvořené ve stejných podmínkách mívají obvykle velmi podobnou velikost. Mokré laviny volného sněhu mohou dosahovat podstatně větších rozměrů než relativně neškodné suché laviny volného sněhu.[13]

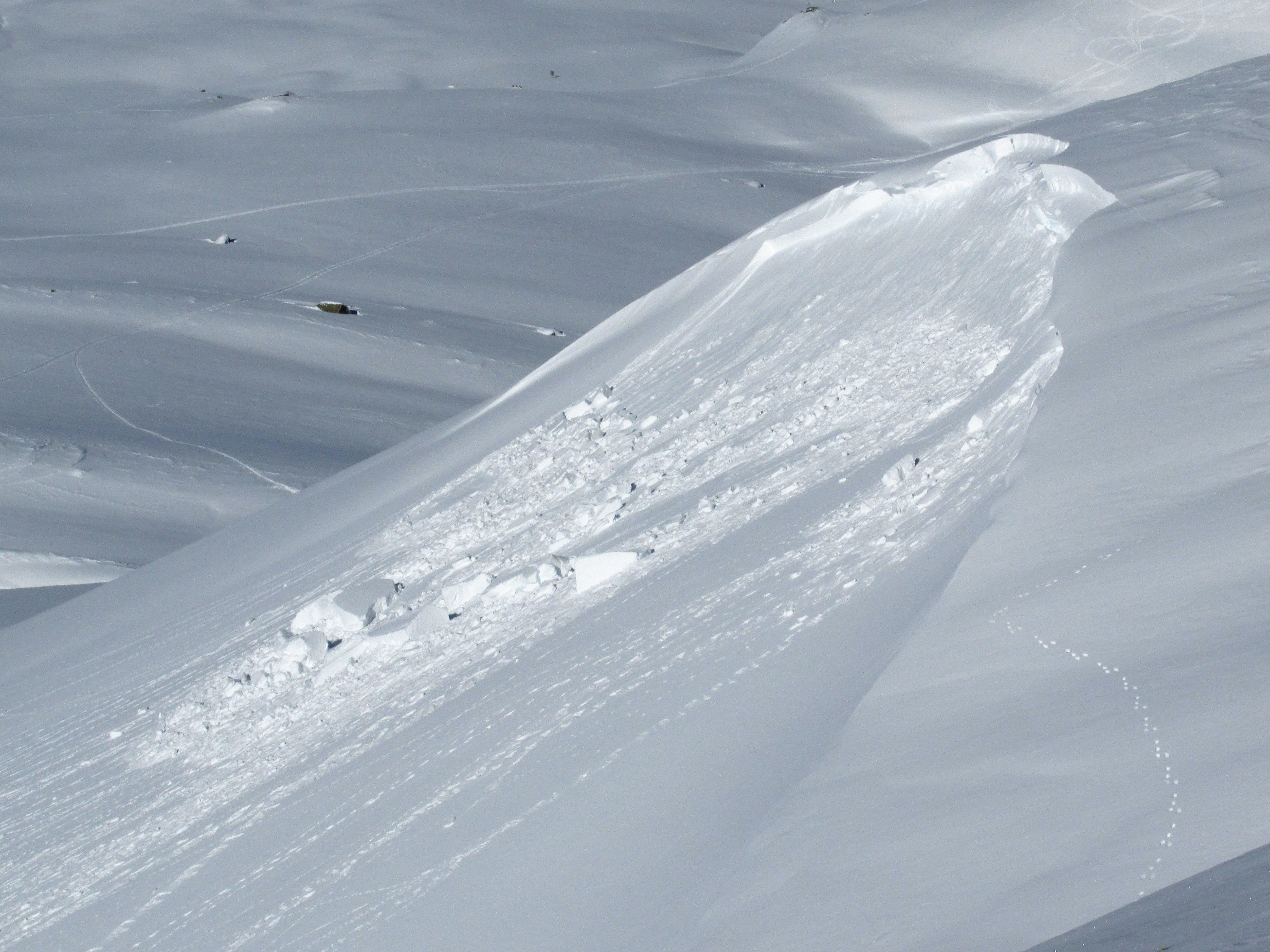
Desková lavina

- deskové laviny startují z odtrhové linie a dochází k uvolnění sněhové desky. Na rozdíl od laviny volného sněhu je ke vzniku sněhové desky a tedy vzniku deskové laviny potřeba určitá soudržnost sněhové pokrývky. Sněhová deska je od svého podloží (kterým může být další sněhová vrstva nebo samotný terén) oddělena tenkou vrstvou sněhu, která je špatně soudržná ve směru střihu a naopak zpravidla dobře odolává kompresi. Tato vrstva, nazývaná slabou, nebo kritickou vrstvou, může být silná od jednotek milimetrů, a tedy velmi špatně rozeznatelná, až po více než deset centimetrů.[14] K iniciaci laviny dochází vznikem mikroskopického selhání na této kritické vrstvě. K vytvoření selhání dochází, když smykové napětí dosáhne meze pevnosti sněhu ve smyku. Zároveň však musí platit, že deformace odlučné plochy sněhu musí být dostatečně rychlá pro vytvoření trhliny. Nestabilní sněhová podmínka vzniká, když je splněn první předpoklad, k samotnému odtrhu laviny může dojít až když jsou splněny oba.[15] Ve chvíli, kdy počáteční trhlina dosáhne dostatečné velikosti (v řádu desítek centimetrů), šíří se po kritické vrstvě ve všech směrech. Zpravidla přitom dochází ke kolapsu kritické vrstvy.[14]

Samotná desková lavina je od svého okolí při uvolnění oddělena minimálně čtyřmi zlomovými plochami. Podložím deskové laviny je ona smyková plocha, po které se šíří počáteční zlom. Smykovými plochami jsou také boky sněhové desky. Linií odtrhu je nazýváno místo na horní hraně desky, kde se iniciační zlom přestal šířit po kritické vrstvě proti svahu a došlo ke vzniku tenzní trhliny napříč sněhovou vrstvou směrem k povrchu sněhu. Spodní hrana sněhové desky, kde vlivem jejího počínajícího pohybu dochází ke kompresi, bývá nazývána německým termínem stauchwall.
Deskové laviny jsou obecně nebezpečnější než laviny volného sněhu. V případě uvolnění laviny člověkem se tento nachází uprostřed uvolněné sněhové desky. Velká většina škod a lidských obětí je způsobována deskovými lavinami. V klasifikaci je pak ještě dále podle tvrdosti sněhu děleno, zda jde o deskovou lavinu měkkou nebo tvrdou.

#### Laviny dle pozice skluzného horizontu

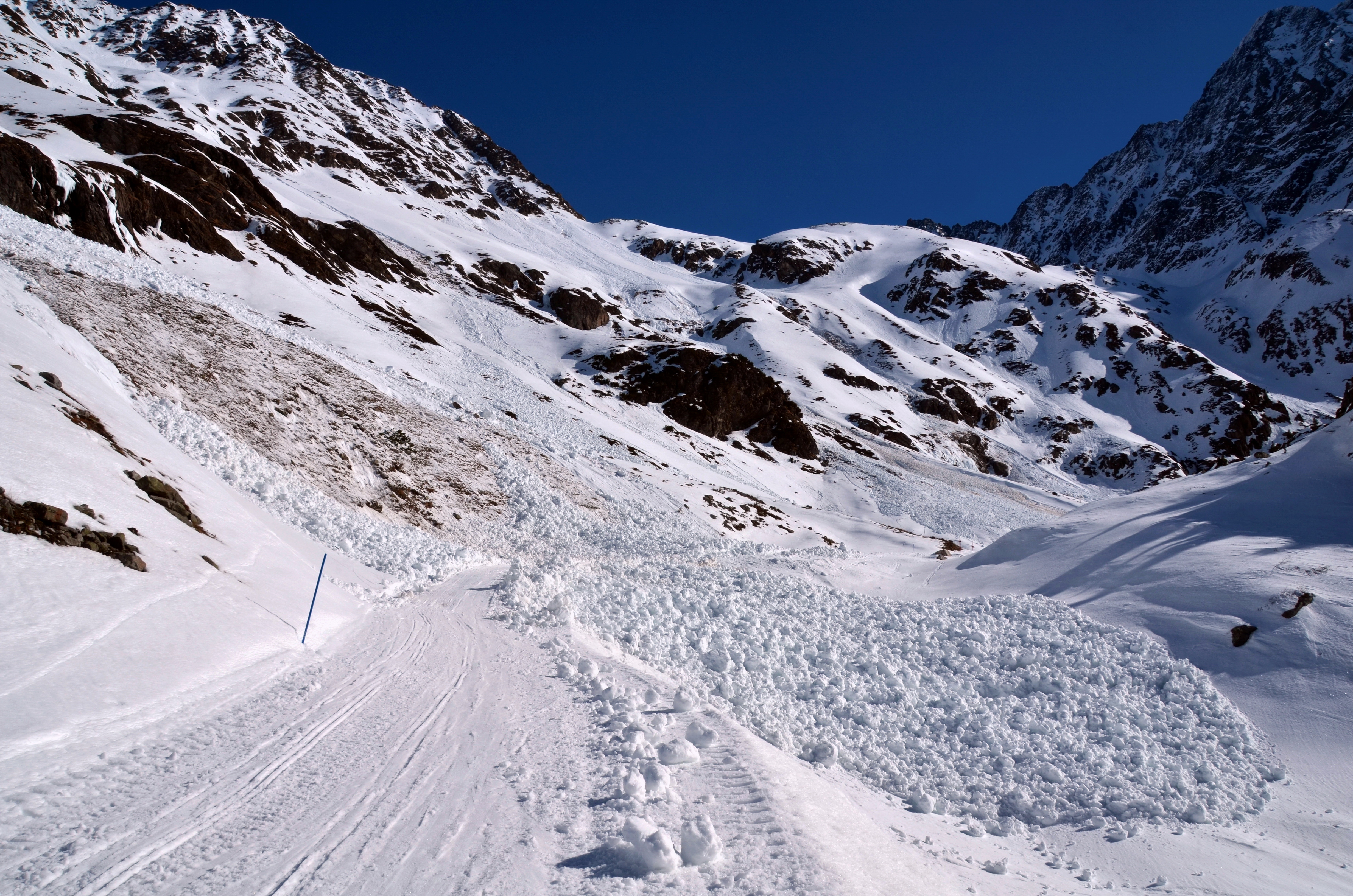
Základová lavina

Základní dělení je v tomto případě, zda se skluzný horizont nachází při kontaktu sněhu se zemí (základové laviny), nebo zda se nachází v rámci sněhového profilu (povrchové laviny). Povrchové laviny se dále dělí podle toho, zda k odtrhu došlo v rámci nového sněhu, nebo v rámci sněhu starého.

#### Laviny dle obsahu tekuté vody ve sněhu

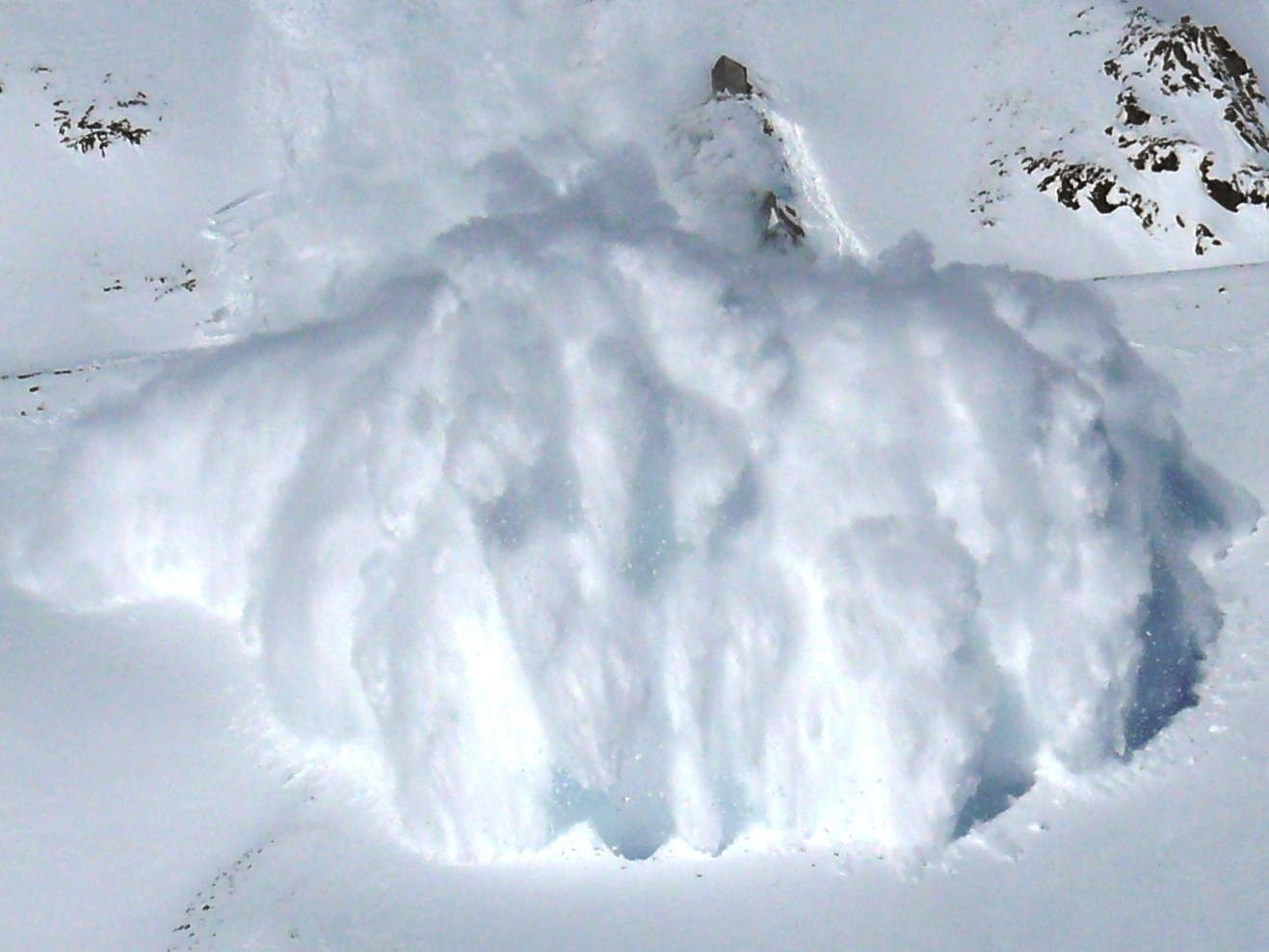
Lavina ze suchého sněhu. Pod oblakem prachového sněhu je zpravidla ještě vnějšímu pozorovateli neviditelné jádro laviny, kde je sníh transportován tečením.

Dle obsahu vody ve sněhu se laviny dělí na laviny suchého sněhu, kdy se v odlučné zóně laviny nachází pouze sníh bez obsahu tekuté vody, a laviny mokrého sněhu, kdy sníh v odlučné zóně tekutou vodu obsahuje. Suché i mokré mohou být jak laviny volného sněhu, tak laviny deskové. Obsah tekuté vody v odlučné zóně jednak vypovídá o procesu formování laviny a jednak ovlivňuje velikost laviny, způsob jejího pohybu i její nebezpečnost. 

Specifickými typy lavin, danými obsahem tekuté vody ve sněhu, ale nezahrnutými do mezinárodní klasifikace, mohou být břečkotoky a břečkové laviny, kdy dochází k uvolnění promoklého sněhu (obsah tekuté vody 15 % a více) i na svazích s velmi mírným sklonem (typicky 5–20 °). Takové laviny vznikají zejména v pozdních jarních měsících v polárních oblastech, kdy je celý sněhový profil přesycen vodou. Vznikat ale mohou i v Krkonoších. Dalším specifickým typem souvisejícím s vodou v odlučné zóně mohou být ledové laviny vzniklé uvolněním ledovcového seraku.

### Genetická klasifikace lavin
Na rozdíl od morfologické klasifikace nebývá užívána operativně pro popis lavinové události. Klasifikace popisuje podmínky vytvářející nebezpečí vzniku lavin. Mohou to být jednak trvalé podmínky (relativní výška vzhledem k hranici lesa a hřbetům hor, sklon a orientace svahu, terénní tvary, hrubost terénu), jednak tzv. „genetické proměnné“. Těmi jsou počasí v uplynulých dnech, srážková činnost, vítr, teplotní a radiační podmínky, hodnoty stavu sněhové pokrývky, jako je celková výška sněhové pokrývky nebo stratifikace sněhového profilu, a také informace o vzniku laviny – spontánní uvolnění, nebo uvolnění člověkem.

### Laviny dle velikosti
Velikostní kritérium v mezinárodní klasifikaci lavin zahrnuto není. Tradičně existují tři různé klasifikace velikosti lavin – americká, kanadská a evropská, ale v rámci mezinárodní spolupráce dochází k jejich sjednocování. Ačkoli jednotlivé velikostní třídy bývají popsány mírně odlišně, řádově by si měly odpovídat. Evropská klasifikace velikosti lavin je popsána následovně:
| Velikost   | České označení        | Potenciální škody                                                                                    | Dojezd laviny                                                                 | Typická délka  | Typický objem  |
| ---------- | --------------------- | --- | ----------------------------------------------------------------------------- | -------------- | -------------- |
| Velikost 1 | malá lavina (splaz)   | nepravděpodobné pohřbení osoby s výjimkou nevýhodné terénní konfigurace zóny dojezdu                 | v rámci strmého svahu                                                         | 10–30 m        | 100 m3         |
| Velikost 2 | střední lavina        | může pohřbít, zranit, nebo zabít člověka                                                             | může dosáhnout konce daného svahu                                             | 50–200 m       | 1000 m3        |
| Velikost 3 | velká lavina          | může zničit a pohřbít auta, poškodit nákladní automobily, zničit malé budovy a zlomit několik stromů | může překonat plochý terén na vzdálenost méně než 50 m                        | stovky metrů   | 10 000 m3      |
| Velikost 4 | velmi velká lavina    | může pohřbít a zničit nákladní automobily či vlaky, zničit poměrně velké budovy a malé plochy lesa   | může překonat plochý terén na vzdálenost větší než 50 m a dosáhnout dna údolí | 1–2 km         | 100 000 m3     |
| Velikost 5 | extrémně velká lavina | má devastující destruktivní potenciál, může zničit celou krajinu                                     | dosahuje dna údolí, největší známé laviny                                     | přibližně 3 km | nad 100 000 m3 |

## Podmínky pro vznik lavin

### Terén

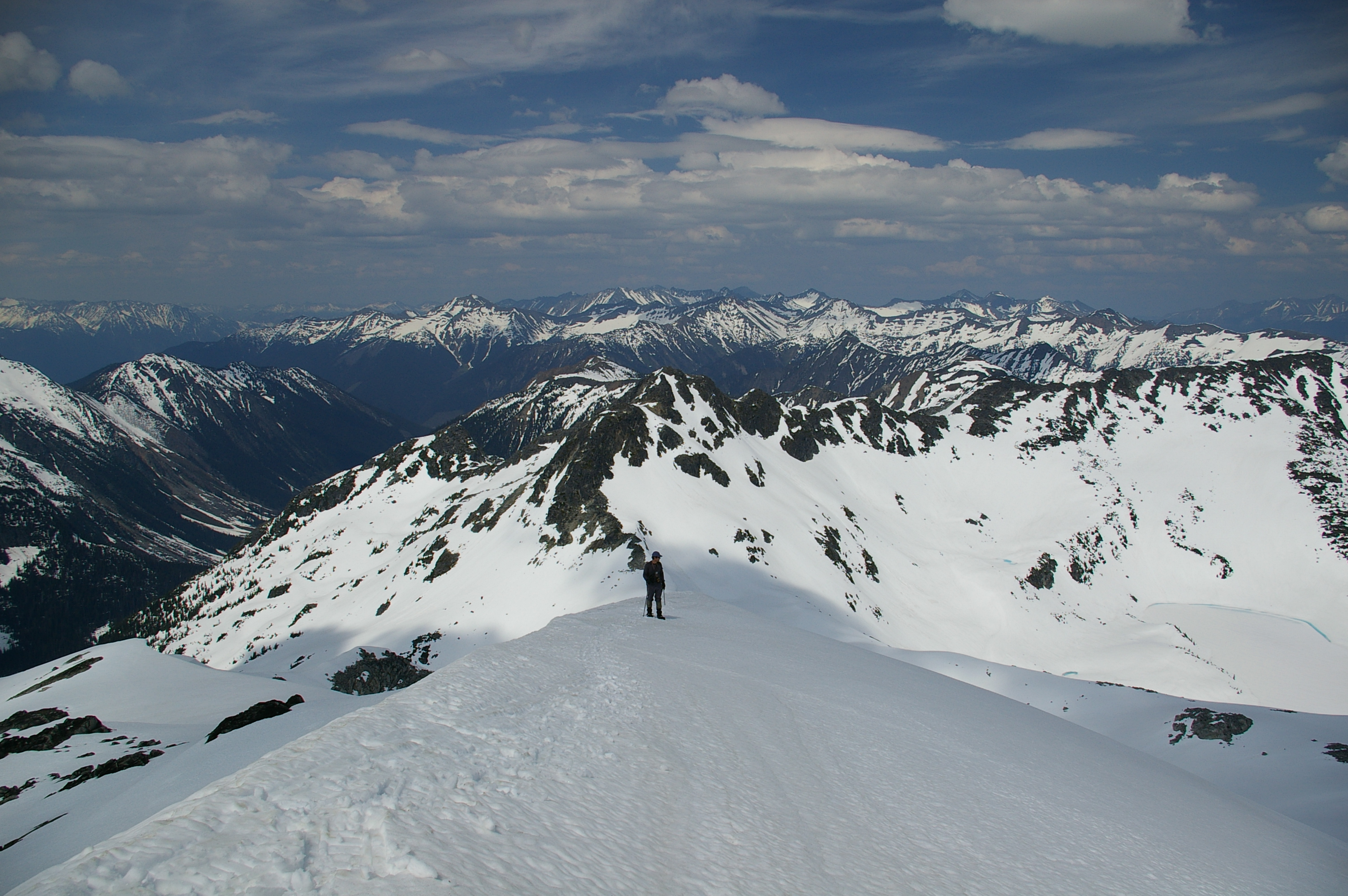
Ploché hřebeny tvoří v lavinovém terénu bezpečnější cestu, než strmé svahy

Základní předpoklad pro uvolnění laviny je sklon svahu. Ostatní terénní charakteristiky mají pouze doplňující charakter. Obecně neexistuje žádná přesná hranice minimálního sklonu, pod kterým se již laviny nevyskytují, minimální sklon pro uvolnění laviny závisí na konkrétních sněhových podmínkách. Různé typy lavin však vznikají na svazích různých charakteristických sklonů. Laviny suchého sněhu vzácně vznikají na svazích již od 25° sklonu a se vzrůstajícím sklonem jejich četnost narůstá, zejména ve svazích nad 30° sklonu. Kolem poloviny všech lavin s lidskou účastí je uvolněno ze svahů o sklonu mezi 35 a 40 °, přičemž mediánem je sklon 39 °. Nad 45 ° sklonu se četnost lavin snižuje a nad 60 ° bývají laviny vzácné – sníh se po svahu průběžně sesypává v malých objemech zpravidla již v průběhu sněžení. Laviny mokrého sněhu a břečkotoky se nečetně vyskytují i na svazích strmých pouze 10–25°.

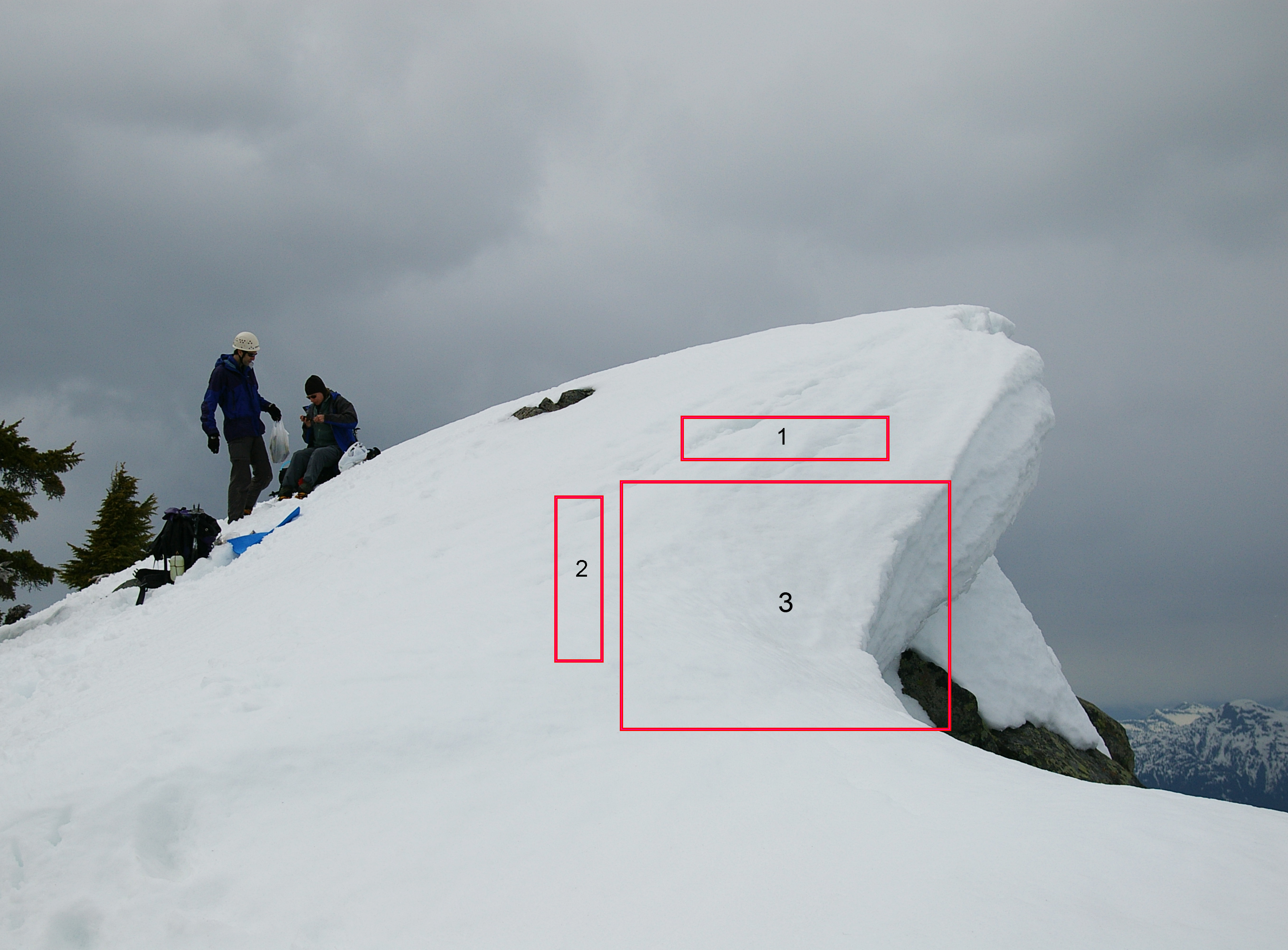
Převěj ukládaná na závětrné straně hřebene. 1) zachycené praskliny ve sněhu, 2) nová hrana poté, co část převěj sjela, 3) část převěje, která sjela bezprostředně po pořízení fotografie

Další důležitou terénní charakteristikou je orientace svahu, a to jednak vůči převládajícímu směru větru, a jednak vůči světovým stranám (tj. vůči slunci jako zdroji záření). Při větrném počasí bývá sníh převíván z návětrných svahů na svahy závětrné, kde je ukládán. Na závětrných svazích zejména v blízkosti hřebenů je tak značná zásoba sněhu pro tvorbu lavin, které mohou být větších rozměrů. Ani návětrné svahy však nejsou prosté lavinového rizika – i zde může být akumulováno dostatečné množství sněhu k překrytí kritických vrstev a ke vzniku deskových lavin. Nižší sněhová pokrývka s sebou také přináší zpravidla vyšší teplotní gradient a tím vyšší riziko tvorby plovoucího sněhu. Z hlediska orientace vůči slunci se nebezpečí vzniku lavin mění v průběhu sezóny. Uprostřed zimy bývají kritické zejména stinné svahy v severní expozici. Sněhová pokrývka zde získává jen velmi málo tepla od slunce a ztrácí teplo dlouhovlnným vyzařováním. To vede k tomu, že zde jen velmi zvolna dochází ke stabilizaci sněhu a často zde mohou vznikat přetrvávající kritické vrstvy tvořené hranatozrnitými krystaly, pohárkovými krystaly nebo zasněženou povrchovou jinovatkou. Ve svazích s jižní, slunnou expozicí zpravidla dochází k rychlejší stabilizaci sněhové pokrývky uprostřed zimy a svahy jsou tedy obecně příznivější. Nicméně v pozdní zimě a na jaře zde snáze dochází k tavné přeměně a sněhová pokrývka se rychle může stát nestabilní.

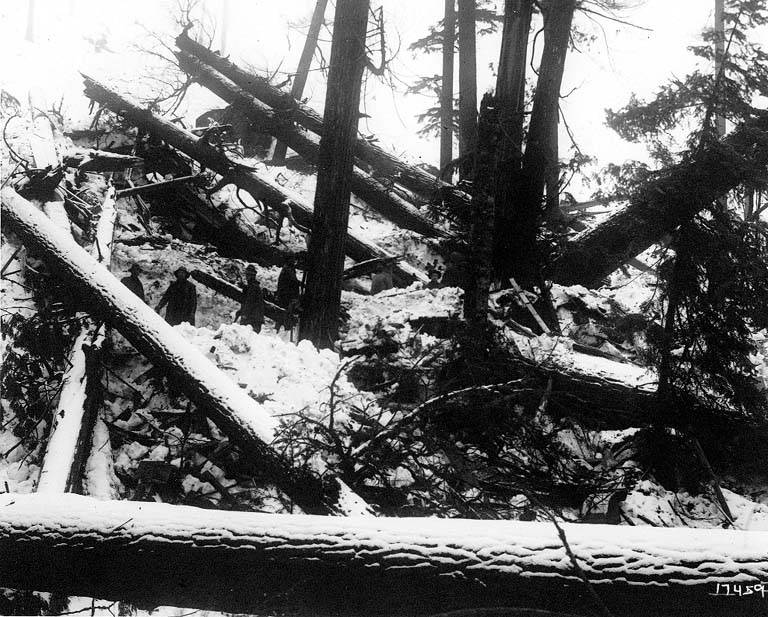
Změť kmenů a sněhu po Wellingtonské lavině, nejsmrtelnější lavině v historii USA

Podstatnou úlohu hraje také vegetační pokryv. Zapojený les na strmých svazích podstatně tlumí případný vznik lavin, protože je zde obecně stabilnější sněhová pokrývka, a to z několika důvodů: jednak jsou v lese obecně menší rychlosti větru, dále je ovlivňován radiační režim (méně přímého slunečního záření a méně dlouhovlnného vyzařování), stromy také v průběhu sněžení zachycují nadpoloviční většinu padajícího sněhu, zadržený sníh pak z větví postupně opadává a vytváří nepravidelnou sněhovou strukturu. Při dostatečné hustotě lesa pak kmeny stromů tvoří přímou oporu sněhové pokrývce. Nicméně ani les není zcela prost lavinového rizika. I v lese může dojít k uvolnění laviny, a to zejména pokud je tvořen opadavými druhy stromů, nebo pokud jde o rozvolněný porost na horní hranici lesa. Lesní pokryv je také jen minimální zábranou pro velké laviny, které se uvolnily nad ním. Takové laviny bez problémů lámou stromy a vytvořená směsice sněhu a kmenů výrazně zvyšuje destruktivní potenciál laviny. Dvojsečný je vliv keřovitých porostů – zatímco při mělké sněhové pokrývce mohou bránit vzniku laviny, při vyšší pak mohou blokovat sesedání sněhové pokrývky a tím stabilizaci sněhu. Hladké travnaté svahy jsou zase často spojeny se vznikem lavin klouzavého sněhu.

Dále hraje roli také samotný charakter povrchu a jeho drsnost. Hrubý povrch kotví sněhovou pokrývku do té doby, než jej tato zcela přikryje a vytvoří povrch hladký. Kotvícími objekty mohou být kameny a balvany, svahové terásky, padlé klády nebo i výše zmíněné stojící stromy a keře. Relativně hladký terén (např. travnatý svah, jemná suť) potřebuje přibližně třiceticentimetrovou sněhovou pokrývku pro vznik lavinového nebezpečí, průměrný horský terén přibližně šedesáticentimetrovou a hrubý terén tvořený velkými balvany, případně pařezy nebo padlými kládami přibližně jeden metr napadlého sněhu. Stabilizační efekt hrubého povrchu se však může zcela obrátit ve chvíli, kdy je tento přikryt dostatečně silnou sněhovou pokrývkou. Na kontaktu balvanů a sněhové pokrývky může docházet k ukládání napětí a právě v těchto místech může docházet k uvolnění deskové laviny. Na balvanech a jiných vystouplých objektech může být také sněhová pokrývka tenčí a vlivem většího teplotního gradientu zde může docházet k větší přeměně sněhových zrn a vzniku kritických sněhových vrstev.
Důležité jsou také samotné rozměry svahu a jeho uspořádání. Svah potřebuje určité minimální rozměry pro vznik laviny – pro deskové laviny přibližně platí, že šířka uvolněné sněhové desky je přibližně stonásobkem hloubky odtrhu a délka desky přibližně padesátinásobkem, ačkoli existují značné rozdíly. Další důležitou proměnnou je také konvexnost nebo konkávnost daného svahu. V konvexní části svahu (případně tam, kde se konvexně mění mocnost sněhové pokrývky)  má tendenci se akumulovat tahové napětí ve sněhu, v konkávních částech svahu dochází ke kompresi. Terénní útvary jako žleby či muldy mohou být zásadní při formování lavin. Důležitou roli hraje také nadmořská výška svahu. Vlivem teplotního gradientu, rozdílné síly či směru větru ap. mohou být na stejném svahu v rozdílných nadmořských výškách zcela jiné podmínky pro uvolnění laviny.

### Sněhová pokrývka
Obecně může mít sněhová pokrývka složitou strukturu, skládající se z mnoha sněhových vrstev ukládaných v průběhu zimy, odlišujících se druhem a velikostí krystalů, hustotou, teplotou, pevností, a dalšími parametry. Sněhová zrna, která tvoří danou sněhovou vrstvu, v sobě odrážejí meteorologické podmínky, za kterých byla daná vrstva uložena, a také procesy, kterými prošla. Vyhodnocování vnitřní struktury sněhové pokrývky – sněhového profilu – je základem expertního posuzování lavinového nebezpečí. Pro vznik deskové laviny je vždy podstatná přítomnost kritické vrstvy – vrstvy nestabilního, nesoudržného sněhu.

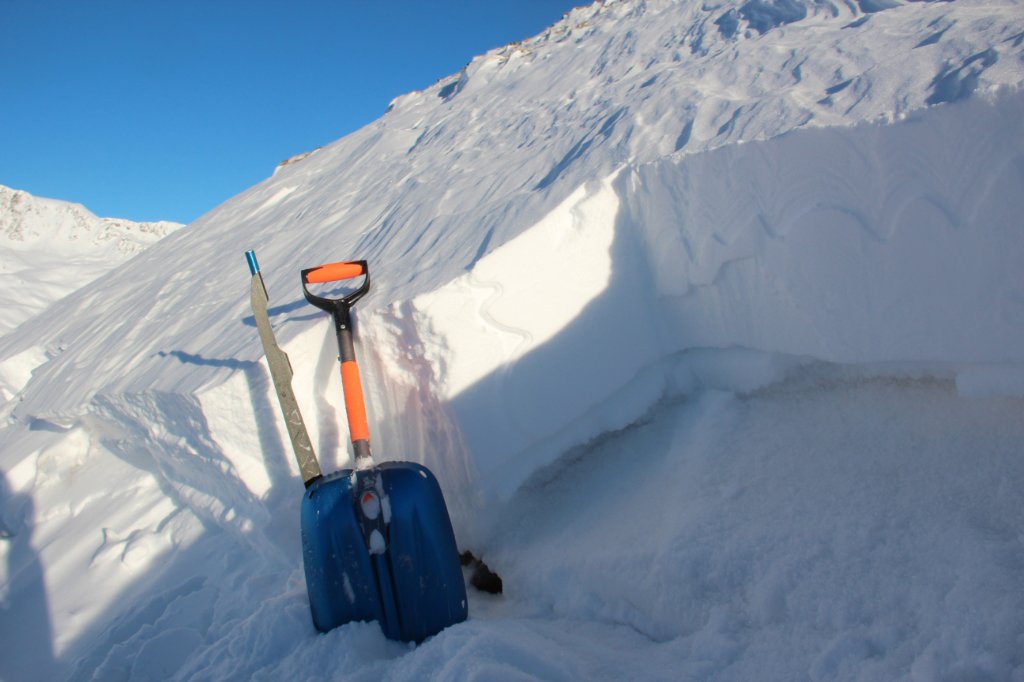
Sněhový profil deskou navátého sněhu

Pro posouzení stability sněhového profilu, kritických vrstev a jejich vývoje je obvykle měřena hustota sněhových vrstev, kdy nevýhodnými znaky jsou zejména velké rozdíly mezi sousedními vrstvami, a umístění hustších vrstev nad méně hustými, dále teplota v různých hloubkách a její gradient, kdy vyšší teplotní gradient vede spíše k výstavbové přeměně, zatímco menší teplotní gradient k přeměně bortící, a také typ sněhových zrn a jejich velikost.

### Meteorologické podmínky

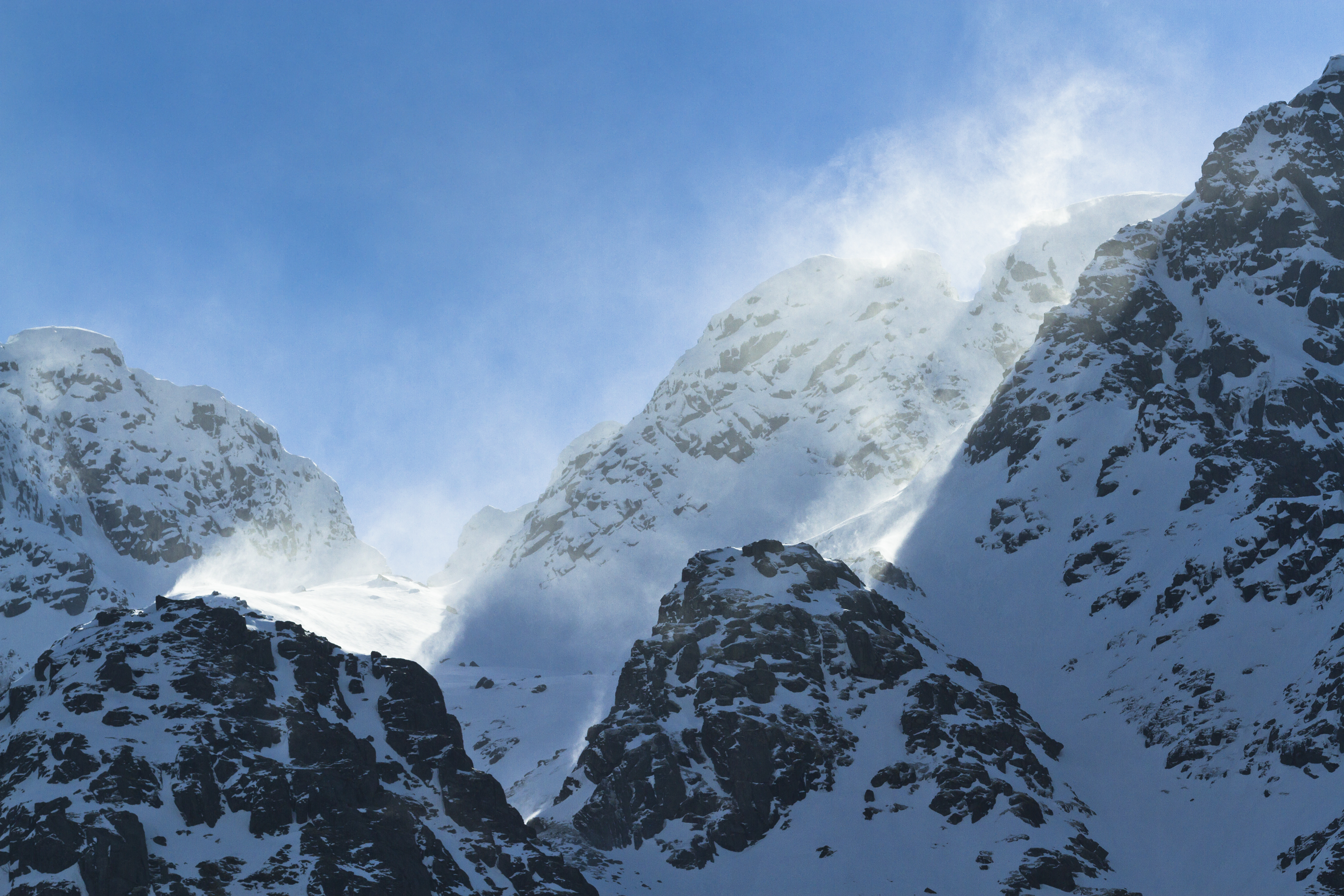
Vítr může transportovat značná množství sněhu na značné vzdálenosti

Počasí je vždy na mnoha místech řetězce příčin vedoucího k uvolnění laviny. Počasí ovlivňuje vytváření struktury sněhového profilu, meteorologické vlivy mohou vést i přímo k uvolnění laviny. Mezi hlavní meteorologické proměnné ovlivňující lavinové nebezpečí patří:
- vítr, jeho rychlost a směr – klíčovou je zde schopnost větru přenášet sněhové částice, odnášet je z původního místa a ukládat je na jiné. Tato schopnost je závislá jak na rychlosti větru, tak na charakteru sněhových částic a jejich uložení, případně teplotních a vlhkostních podmínkách. Rychlost, při které je vítr schopen odnášet dříve uložený sníh, obecně roste a) s rostoucí teplotou a vlhkostí, b) se stářím povrchové vrstvy sněhové pokrývky, c) když byly dané částice původně také uloženy větrem a tím pádem mají menší průměrnou velikost a sněhová vrstva vyšší hustotu. Minimální hodnoty se tedy pohybují v širokém rozpětí od 5 m/s pro nezpevněný sníh, až po více než 25 m/s pro tvrdou, dobře propojenou sněhovou vrstvu. Sníh uložený větrem tvoří tvrdé, dobře provázané desky, které mohou stát u vzniku deskových lavin. Vítr v kombinaci s terénními útvary je také zodpovědný za nerovnoměrné rozmístění sněhu a tedy nerovnoměrnou tloušťku sněhové pokrývky v různých částech svahu a mezi různými svahy.[39]
- srážky, ať už ve formě sněžení nebo deště, akutně zvyšují lavinové riziko. Čím více nového sněhu (ať už je myšlena jeho výška, nebo vodní hodnota), čím intenzivnější je sněžení a čím nevýhodnější jsou podmínky jeho ukládání (vítr, teplota, typ krystalů), tím větší je nárůst lavinového nebezpečí. Déšť způsobuje velmi rychlý a výrazný nárůst lavinového nebezpečí, opět tím větší, čím vyšší jsou srážkové úhrny a intenzity.[40][41]
- teplota vzduchu a její vývoj v čase – obě složky ovlivňují možnost tvorby lavin. Při teplotách mírně pod nulou dochází k rychlé stabilizaci sněhové pokrývky, chladné teploty zpomalují její spojování a konzervují kritické vrstvy. Dlouhodobé silné mrazy mohou vést ke vzniku kritických vrstev vytvořených výstavbovou přeměnou[p 3] sněhových krystalů. Výrazné oteplení během sněžení může mít za následek vznik kritické vrstvy mezi chladnějším starým a teplejším novým sněhem. Oteplení nad 0 °C snižuje pevnost sněhové vrstvy a vytváří napětí ve sněhové vrstvě, neboť se nejprve ohřívá povrch, přičemž hlouběji uložený sníh je ještě chladný. Při delším trvání teplého počasí pevnost a soudržnost sněhových vrstev výrazně klesá a může dojít ke vzniku velkých deskových lavin mokrého sněhu. Jako příznivé je vnímané opakované oteplování a ochlazování (pokud při něm nedochází k ukládání sněhových vrstev s výrazně odlišnou teplotou) a citelné ochlazení z teplot kolem 0 °C.[42][41]

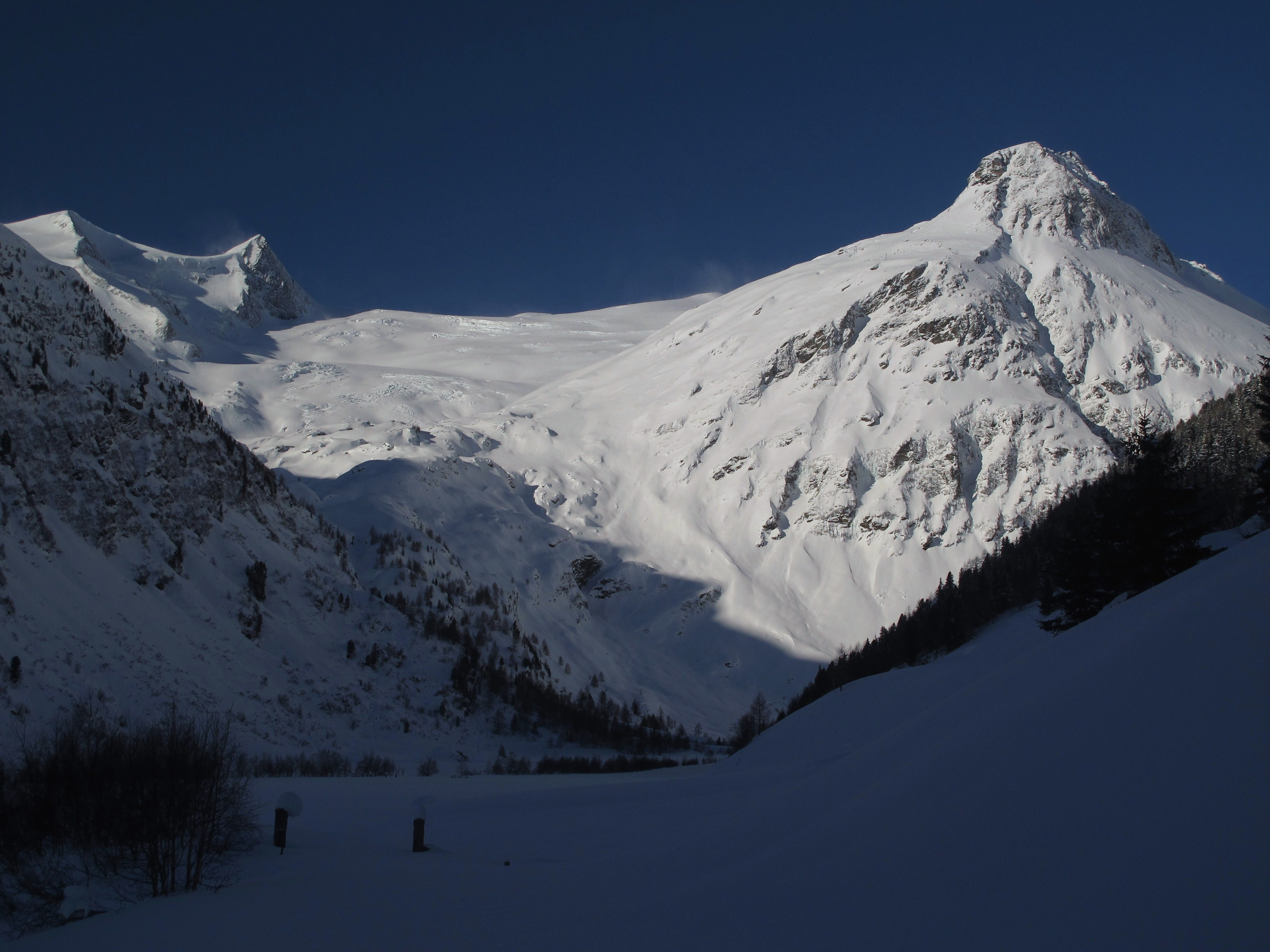
Kontrast mezi slunnými a zastíněnými svahy v horském terénu se značně odlišným přísunem slunečního záření. Sněhová pokrývka se mezi takovými svahy může podstatně lišit.

- sluneční záření a oblačnost – sluneční záření spolu s teplotou vzduchu a silou větru výrazně ovlivňuje teplotu svrchní vrstvy sněhu. Velká intenzita slunečního záření může vést k tavné přeměně a tím ztrátě soudržnosti, ale také vzniku krust, se kterými bývá spojována tvorba kritických vrstev ve sněhu. Oblačnost ovlivňuje dlouhovlnné vyzařování ze sněhové pokrývky, které ji ochlazuje. Chladné, bezoblačné noci jsou spojeny s tvorbou hranatozrnitých krystalů a povrchové jinovatky. Kombinované působení intenzivního slunečního záření na jižních svazích a nočního dlouhovlnného ochlazování může vést také k tvorbě nestabilního sněhu na povrchu prostřednictvím tzv. radiační rekrystalizace. Význam slunečního záření se mění v průběhu sezóny a dominuje zejména v jarních měsících.[43][41]
- vlhkost vzduchu – vysoká vzdušná vlhkost v souvislosti s ukládáním větrem přenášeného sněhu vede k vytváření vrstev soudržného sněhu, který pak může tvořit deskové laviny. Vysoká vzdušná vlhkost je důležitá také pro tvorbu povrchové jinovatky.[44]

Kromě meteorologických faktorů hrají v dlouhodobém měřítku roli i faktory klimatické. Lavinové oblasti v oceánických klimatech mívají vysoký úhrn srážek, tedy také vysokou sněhovou pokrývku, a relativně mírné teploty. Podmínky ve sněhové pokrývce zde často rychle fluktuují mezi stabilitou a nestabilitou, laviny se uvolňují obvykle v průběhu nebo krátce po skončení srážkové epizody. Vyšší teploty vzduchu vedou po srážkové epizodě k rychlé stabilizaci ve sněhové vrstvě. Četnou příčinou tvorby lavin je zde déšť, který také vytváří ledové vrstvy, které mohou sloužit jako budoucí skluzné plochy. Hluboce položené, perzistentní kritické vrstvy nejsou četné. V kontinentálních klimatech jsou úhrn srážek i teploty výrazně nižší a sněhová pokrývka nebývá tak vysoká. Většina lavin je spojená s novým sněhem, stejně jako v oceánických klimatech, nicméně velké lavinové události bývají často spojeny s přetrvávající kritickou vrstvou hluboko ve sněžném profilu.

### Typické lavinové situace
Evropská předpovědní praxe využívá pro popis lavinového nebezpečí 5 obecných problémových faktorů, osvětlujících v čem spočívá hlavní riziko. Těmito problémovými faktory jsou:
- nový sníh – kritické množství nově napadlého, netransformovaného sněhu
- navátý sníh – sníh transportovaný a ukládaný větrem
- starý sníh – kritická vrstva ve starém sněhu (starý sníh je popisován buď jako sníh starší, než nejnovější srážková událost[35] nebo jako „sníh, který v průběhu mnoha dní nebyl vystaven vlivu nových sněhových srážek, větru, nebo tání“[47])
- mokrý sníh – nebezpečí spjaté s rostoucím oslabováním sněhové pokrývky jejím prosycováním vodou
- klouzavý sníh – celá sněhová pokrývka klouže po hladkém podkladu

Tyto problémové faktory jsou uváděny v lavinových bulletinech evropských lavinových služeb. Navíc mohou lavinové služby označovat situace s nízkým nebezpečím jako „příznivá situace“. Popis pomocí problémových faktorů je však poměrně obecný.

Nový sníh
Navátý sníh
Starý sníh
Mokrý sníh
Klouzavý sníh

Z pozorování tyrolské lavinové služby vychází, že lavinové nehody často mají opakující se vzorec. Dochází k nim na opakujících se místech při opakujících se meteorologických situacích. Rudi Mair a Patrick Nairz v pozorování identifikovali deset jasně definovaných rizikových situací, které nastávají opakovaně a jsou zjevné. Tyto modelové situace jsou definovány na základě procesů, které vedou k aktuální skladbě sněhové pokrývky, a procesů, které v ní lze očekávat v důsledku budoucího vývoje počasí. Těmito deseti modelovými situacemi jsou:
- Slabá vrstva blízko u země vzniká na začátku zimy při procesech přeměny sněhové pokrývky. K jejímu vzniku dochází zpravidla během delších období hezkého počasí po prvním sněžení. Po druhém významnějším sněžení pak nově napadlý sníh vytváří deskové laviny sjíždějící po této slabé vrstvě. Při zimách chudých na sníh může toto nebezpečí trvat dlouhou dobu.[49]
- Klouzavý sníh je situace, kdy celá sněhová pokrývka klouže po hladkém podkladu. U tohoto modelu nezávisí na dodatečném zatížení sněhové pokrývky k uvolnění laviny. Tento typ nebezpečí snadno rozpoznatelný (v terénu se vytvářejí „rybí tlamy“ – viditelné, až několik metrů hluboké trhliny ve sněhové pokrývce), nicméně samotné uvolnění laviny je jen velmi obtížně predikovatelné – laviny klouzavého sněhu se mohou uvolnit i za obecně stabilních sněhových podmínek, ve kteroukoli denní i noční dobu, v nejchladnější i nejteplejší den zimy. Voda na styčné ploše mezi sněhem a podkladem zvyšuje pravděpodobnost uvolnění klouzavé laviny, k nim tedy dochází častěji po dešti a oteplení. Častá je tato situace také po vydatném sněžení ze začátku zimy, kdy je země ještě relativně teplá.[50]
- Déšť rychle a výrazně navyšuje lavinové nebezpečí, neboť zvyšuje hmotnost sněhové pokrývky, oslabuje její vnitřní soudržnost a zároveň působí jako kluzný prostředek. Déšť se může vyskytovat v kterémkoli období zimy, zejména v nižších polohách. Tento typ lavinového nebezpečí je velmi snadno rozpoznatelný.[51]
- Chladno po teplu / teplo po chladnu – navazují -li na sebe dvě sněhové vrstvy se značně rozdílnou teplotou (buď na prochlazený starý sníh při oteplení napadne nový, teplejší sníh, nebo naopak na relativně teplý sněhový povrch začne sněžit po výrazném ochlazení), mají mezi sebou výrazný teplotní gradient a velmi špatně se spojují. Na jejich rozhraní také může docházet k výstavbové přeměně[p 3] a vzniká tenká kritická vrstva tvořená plovoucím sněhem. Tento typ nebezpečí je bez sledování meteorologické situace velmi špatně rozpoznatelný, neboť ke vzniku nebezpečí nedochází bezprostředně po sněžení, ale až v průběhu dalších dní.[55]
- Sněžení po dlouhém chladném období je „klasickým“ typem lavinového rizika. Během dlouhého chladného období dochází k výstavbové přeměně[p 3] prochládající sněhové pokrývky a vzniku nestabilního plovoucího sněhu v ní. To samo o sobě není nebezpečné, vznikne sněhová pokrývka téměř bez napětí. K prudkému nárůstu lavinového nebezpečí dochází ve chvíli, kdy na tuto nestabilní vrstvu napadne nebo je větrem převátý nový sníh. Ten se s původní sněhovou pokrývkou spojuje jen velmi těžko. K uvolnění deskové laviny pak stačí jen minimální dodatečné zatížení. Nebezpečí lavin pak klesá jen velmi pomalu.[56][57]
- Nesoudržný sníh a vítr – při tomto modelu slabou vrstvu obvykle tvoří nesoudržný nový sníh, na kterém leží navátý sníh. To znamená, že buď nejprve za nízkých teplot sněžilo, a poté začal foukat vítr, nebo vítr během sněžení zesílil. Nebezpečí je pak zpravidla v terénu snadno rozpoznatelné a netrvá dlouho. Výjimkou může být situace, kdy vítr přemístil povrchovou vrstvu starého sněhu tvořenou hranatozrnitými nebo pohárkovými krystaly. V takové situaci se tvoří tvrdé, křehké sněhové desky, které jsou velmi dlouho náchylné k narušení.[58]
- Dobře vysněžená území vedle málo vysněžených – v místech na jejich rozhraní často dochází k uvolnění deskových lavin. Na místech, kde leží málo sněhu (vyvýšeniny, pokryté balvany, okraje žlebů a dolíků atp.), bývá struktura sněhové pokrývky obvykle méně příznivá, než na sousedních územích se sněhovou pokrývkou vyšší. Je to dáno intenzivnější metamorfózou uvnitř sněhové pokrývky. Kritické sněhové vrstvy zde také mohou být blíže k povrchu, a stačí tak menší dodatečné zatížení na uvolnění laviny.[59]
- Zasněžená povrchová jinovatka je jednou z nejproblematičtějších kritických vrstev. Povrchová jinovatka vzniká za nízkých teplot a velmi malého proudění vzduchu (typicky jasné noci) na povrchu sněhové pokrývky vlivem radiačního ochlazování díky vyzařování dlouhovlnného záření ze sněhové pokrývky. Na povrchu sněhové pokrývky tím vzniká silná teplotní inverze a dochází k depozici ve vzduchu obsažené vodní páry na sněhová zrnka na povrchu a tedy vzniku povrchové jinovatky. Důležitou roli zde hraje také mikroklima – k efektu dochází často u potoků (zdroj vlhkosti), na lesních mýtinách (sníh se zde ochladí výrazněji než v okolním lese, který je zdrojem vlhkosti) nebo vlivem tzv. Niggova efektu na závětrné straně hřebene v jeho těsné blízkosti (relativně teplý, vlhký vzduch přetéká přes hřeben, na jehož druhé straně je podchlazený sníh). Samotná povrchová jinovatka není rizikem, rizikem se stává ve chvíli, kdy je zasněžena další sněhovou vrstvou. V tu chvíli se díky své anizotropii[p 4] stává „ideální“ kritickou vrstvou. Toto nebezpečí je v terénu velmi obtížně rozpoznatelné.[61][62]
- Zasněžené krupky mají díky svému kulatému tvaru a relativně velké velikosti zrn jen velmi malou soudržnost. Pokud jsou zasněžené nebo převáté, s napadlým sněhem se nespojí a stávají se kritickou vrstvou. Často se vyskytují jen na malém území a nebezpečí je tedy nesnadno rozpoznatelné. Vyskytují se nejčastěji v jarním období s intenzivnějšími přeháňkami způsobenými konvekcí (větší pravděpodobnost krupek) a jejich nebezpečí zpravidla netrvá dlouho.[63]
- Jarní situace je spojená s tavnou přeměnou a výskytem mokrého sněhu. Typická je zde značná časová proměnlivost – zatímco ráno bývají v jarních měsících podmínky zcela stabilní a sníh zmrzlý na tvrdý firn, v odpoledních hodinách může v promoklém sněhu docházet ke vzniku četných spontánních lavin. Velkou roli zde hraje komplexní souhra teploty a vlhkosti vzduchu, slunečního záření a větru, spolu se strukturou staré sněhové pokrývky.[64]

Lavinové situace jdou obvykle poměrně snadno přiřadit k lavinovému faktoru, případně modelu lavinového nebezpečí. V průběhu sezóny však často nastává hned několik faktorů a modelů současně, z nichž zpravidla jeden je dominantní.

## Laviny a člověk

Úmrtí v lavinách ve Švýcarsku mezi lety 1936 a 2019. Modře úmrtí ve volném terénu, červeně úmrtí při freeridingu, žlutě úmrtí v budovách, zeleně úmrtí na dopravních koridorech.

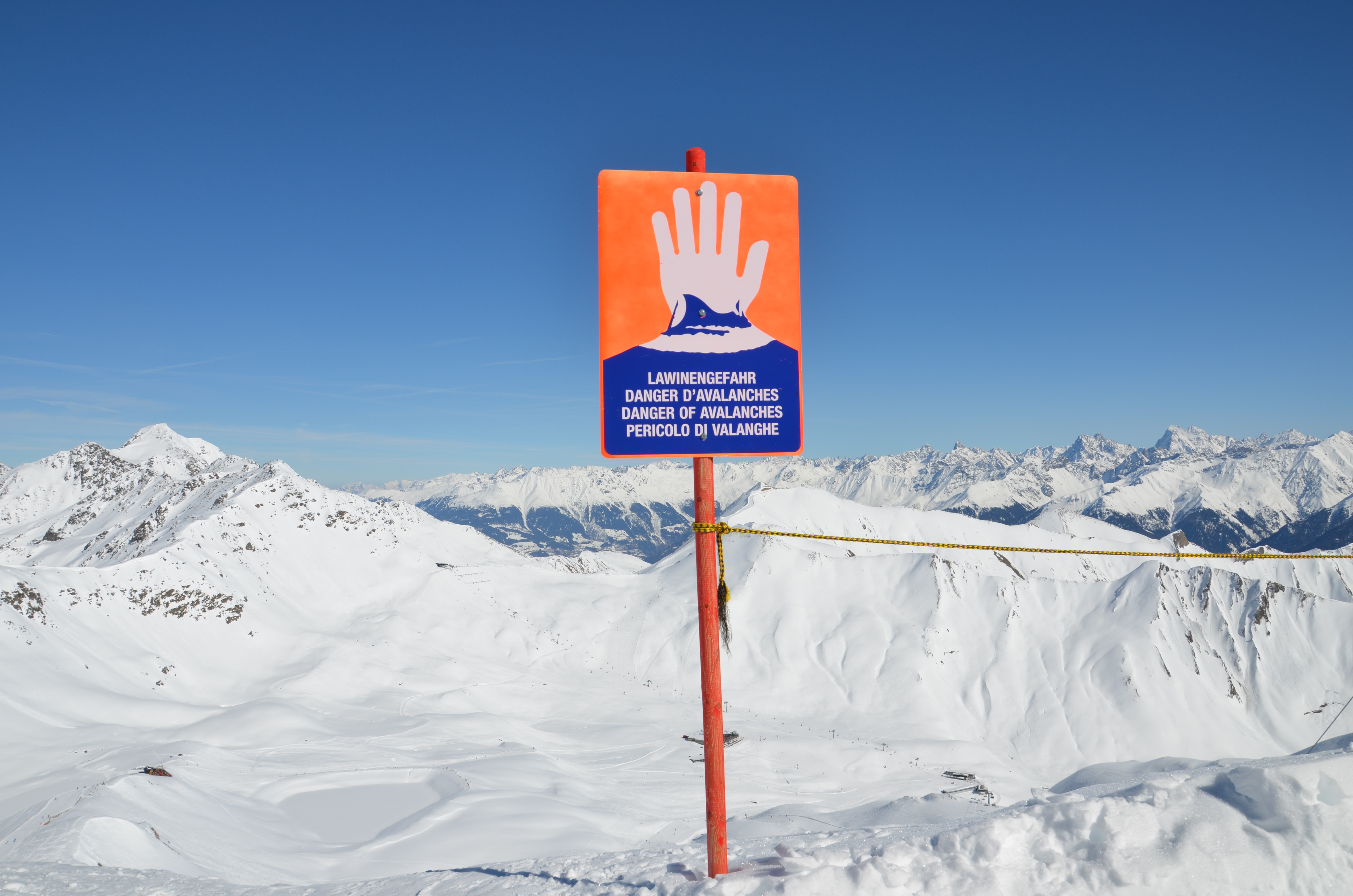
Varování před lavinovým terénem v rakouských Alpách

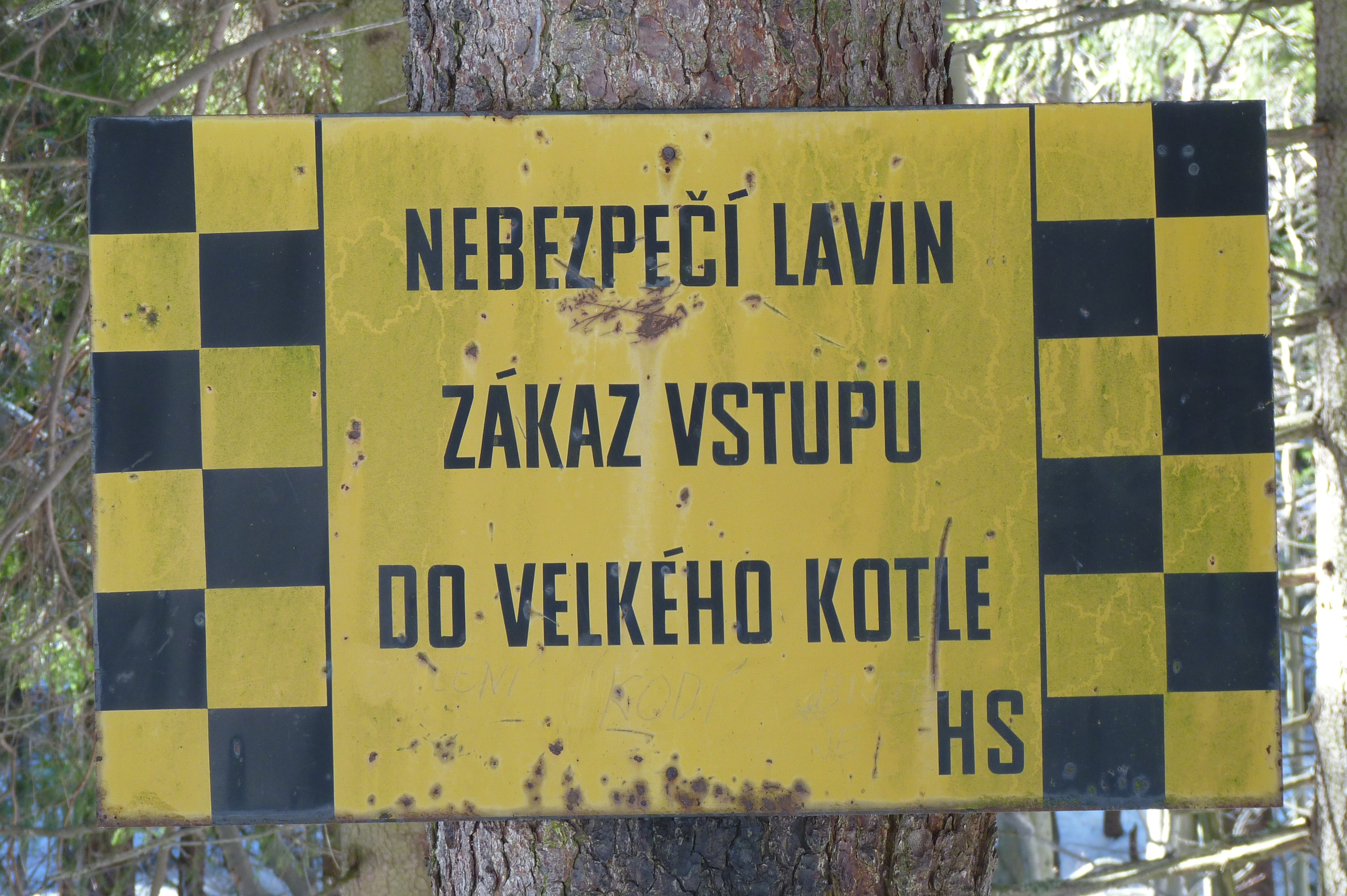
Varování před lavinovým terénem ve Velkém Kotli v Jeseníkách

Laviny představují vážné nebezpečí především v horských oblastech, kde je jak dostatek strmých svahů, tak dostatečná mohutnost sněhové pokrývky. Laviny představují hrozbu jak pro lidský život či zdraví, tak pro lidmi vytvořenou infrastrukturu. Například ve Švýcarsku bylo mezi lety 1970 a 2010 v rámci lavinové databáze zaznamenáno 8130 lavin, z nichž 2239 bylo s lidskou účastí. V těchto lavinách bylo zachyceno celkem 4619 osob a z nich 898 osob v lavinách zemřelo. Více než 90 % obětí zemřelo při rekreačních aktivitách ve volném terénu. Ve Spojených státech amerických mezi lety 1950 a 1994 zemřelo v 324 smrtelných lavinách celkem 440 lidí. Mezi oběťmi byli nejčastěji horolezci (25,5 %), skialpinisté (22,7 %) a lyžaři lyžující ve volném terénu v těsné blízkosti hranic lyžařských areálů (10 %). Nejvíce obětí lavinových neštěstí ve Spojených státech amerických připadá na stát Colorado, kde převládá kontinentální sněhové klima vhodné pro přetrvávající vrstvy nesoudržného sněhu. V Rakousku zemřelo v lavinách mezi lety 1997 a 2017 celkem 500 osob, více než polovina z nich ve spolkové zemi Tyrolsko. V zimní sezóně 2016/2017 bylo v Rakousku ve 145 lavinových událostech registrováno 375 zúčastněných osob, 40 osob bylo lavinou přímo zasaženo a při 19 smrtelných lavinových událostech zemřelo 25 osob. Všechna smrtelná lavinová neštěstí v Rakousku se v dané sezóně odehrála na svazích strmějších než 35°, většina se jich odehrála v severní nebo severovýchodní expozici, mezi 2000 a 2500 metry nadmořské výšky a při stupni lavinového nebezpečí 2 nebo 3. 

V Alpách jako celku zemře ročně v lavinách v průměru 103 osob, přičemž sezónní čísla kolísají od 54 do 179 osob. Přes velké mezisezónní výkyvy v počtu lavinových obětí zůstává v průběhu let průměrný počet obětí relativně stabilní, úmrtnost v lavinách ani neroste, ani neklesá. V průběhu let se mezi oběťmi snižuje podíl i počet osob zemřelých v kontrolovaném terénu (sídla, budovy, dopravní infrastruktura) a zvyšuje podíl osob zemřelých ve volném terénu. V 60. a 70. letech rostl i celkový počet obětí zemřelých ve volném terénu, ten se však od pozdních 70. let stabilizoval. Přitom počet osob pohybujících se v Alpách ve volném terénu neustále narůstá. Snižující se relativní četnost lavinových událostí je vysvětlována pokrokem na poli lavinové bezpečnosti, zejména rozvojem lavinových vyhledávačů. Nezastupitelnou roli má i zlepšování lavinové předpovědi a její dostupnosti a zlepšující se informovanost osob pohybujících se v lavinovém terénu. Na rozdíl od Alp ve Spojených státech amerických počet obětí lavinových situací rok od roku mírně roste.

Laviny extrémních rozměrů mohou způsobit zničení rozsáhlých ploch lesa, a pokud jim stojí v cestě, též různých lidských konstrukcí, silnic a budov. Např. 8. března 1956 spadly v Nízkých Tatrách dvě obrovské laviny. Větší z nich měla objem přibližně 1,6 milionu metrů krychlových sněhu, vážila 380 000 tun a její dráha měřila 3500 m. Ve srubu, který stál v cestě laviny, zemřelo 16 z devatenácti dělníků.
Přehled významných lavinových událostí je v článku Seznam lavinových událostí.

### Lavinová předpověď
Pro potřeby ochrany obyvatelstva před lavinami bývá nebezpečí předpovídáno. K vypracování lavinové předpovědi se užívá široké škály informačních zdrojů, jako jsou údaje ze sněhoměrných a meteorologických stanic, výsledky terénních testů sněhové stability, přímá pozorování lavinové činnosti, aj. Datové zdroje pro lavinovou předpověď jsou obecně trojího druhu: 1) přímá pozorování sněhové instability, jako je pozorování lavin, praskání ve sněhu a vznik sněhových trhlin, nebo výsledky testů sněhové stability, 2) data o charakteru sněhové pokrývky, jako je její výška, předchozí lavinová aktivita v lokalitě, případné změny sněhu v lokalitě způsobené lidskou činností (např. lyžování), a zejména vnitřní struktura sněhové pokrývky zahrnující vrstvení sněhu, hustotu, druh sněhových krystalů, teplotu či obsah vody v jednotlivých vrstvách a 3) meteorologické faktory, jako je množství nového sněhu a intenzita sněžení, rychlost a směr větru, teplota, vzdušná vlhkost, sluneční záření a podmínky na povrchu sněhu. Nejpříměji vypovídají o lavinovém nebezpečí přímá pozorování sněhové instability a naopak vztah meteorologických faktorů je nejvolnější. V lokální, případně mezoměřítkové lavinové předpovědi (např. předpověď pro konkrétní svah nad ohroženou silnicí, příp. předpověď pro konkrétní lyžařské středisko) je tedy největší důraz kladen na informace první skupiny. Pro lavinovou předpověď na větších územích, jako jsou horské masivy, je však naopak největší využití u meteorologických dat, která nabízejí kontinuální měření a plošné pokrytí celé oblasti.
Kolébkou předpovídání lavinového nebezpečí jsou alpské země, USA a Kanada. Například ve Švýcarsku je míra ohrožení lavinami předpovídána již od roku 1945. Evropské předpovědní služby jsou sdruženy do Asociace evropských lavinových služeb (EAWS). V Evropě bývá lavinová předpověď vydávána kromě všech alpských zemích také ve Španělsku, Andoře, Velké Británii, Česku, Slovensku, Polsku, Rumunsku, Finsku, Norsku a na Islandu. V Česku vydává lavinovou předpověď horská služba pro Jeseníky a Krkonoše.

#### Stupnice lavinového nebezpečí
Do roku 1993 používala každá předpovědní služba svou vlastní stupnici lavinového nebezpečí. Až v dubnu 1993 byla dohodnuta jednotná pětidílná stupnice lavinového nebezpečí, adaptovaná od té doby na celém světě. Označení jednotlivých stupňů je číselné, slovní, barevné a pomocí ikon.
|   | Stupeň nebezpečí | ikona | Stabilita sněhové pokrývky                                                                                | Pravděpodobnost uvolnění laviny |
| - | ---------------- | --- | --- | --- |
| 5 | Velmi vysoké     | Červená ikonka znázorňující horu, ze které se sype velká lavina, která pokračuje i pod horou po rovině. Pod horou je umístěn černý diagonální kříž.           | Sněhová pokrývka je všeobecně slabě zpevněná a velmi nestabilní                                           | Očekává se samovolný sesuv mnoha velkých a často i velmi velkých lavin, a to dokonce i v mírně strmém terénu                                                                                     |
| 4 | Vysoké           | Červená ikonka znázorňující horu, ze které se sype velká lavina, která pokračuje i pod horou po rovině. Pod horou je umístěn černý diagonální kříž.           | Sněhová pokrývka je na většině strmých svahů slabě zpevněna                                               | Uvolnění lavin je možné již při malém dodatečném zatížení na mnoha strmých svazích. V některých případech se dá očekávat samovolný sesuv mnoha lavin středních a často i velkých rozměrů         |
| 3 | Značné           | Oranžová ikonka znázorňující horu, ze které se sype lavina, která dosahuje i úpatí hory a krátce pokračuje po rovině. Pod horou jsou umístěny dva vykřičníky. | Mnohé strmé svahy jsou pouze středně až slabě zpevněny                                                    | K uvolnění laviny může dojít již při malém dodatečném zatížení, obzvlášť na v předpovědi uvedených strmých svazích. Ojediněle možný samovolný sesuv lavin středních, výjimečně i velkých rozměrů |
| 2 | Mírné            | Žlutá ikonka která znázorňuje horu, ze které se sype menší lavina, která nedosahuje k úpatí hory. Pod horou je umístěn vykřičník.                             | Pouze některé strmé svahy vykazují jen střední stabilitu, jinak je sněhová pokrývka vcelku dobře zpevněna | Uvolnění lavin je možné obzvláště při velkém dodatečném zatížení, a to především na v lavinové předpovědi uvedených strmých svazích. Velké samovolné laviny jsou nepravděpodobné.                |
| 1 | Nízké            | Zelená ikona, která znázorňuje horu. Pod horou je fajfka (check-mark).                                                                                        | Sněhová pokrývka je obecně dobře zpevněna a stabilní                                                      | Uvolnění lavin je obecně možné jen při velkém dodatečném zatížení na ojedinělých místech velmi strmého, extrémního terénu. Samovolně může dojít k sesuvu splazů a lavin malých rozměrů.          |

Bavorská matice pro určení stupně lavinového nebezpečí na základě tří proměnných

Termíny uvedené ve stupnici jsou dále popsány: Mírně strmý terén zahrnuje svahy mírnější než 30°, strmé svahy jsou svahy strmější než 30° a velmi strmý, extrémní terén zahrnuje svahy o strmosti nad 40°. Malé dodatečné zatížení znamená zatížení jednotlivým lyžařem/snowboardistou jedoucím zlehka, bez pádu, nebo osobou na sněžnicích, nebo skupinou osob s neustále dodržovanými rozestupy minimálně 10 metrů. Velké dodatečné zatížení znamená zatížení skupinou dvou a více lyžařů/snowboardistů bez rozestupů, rolbou, skútrem, čtyřkolkou, výbuchem, či jednotlivým pěším turistou/horolezcem.
Samotné určení stupně lavinového nebezpečí je prováděno pomocí tzv. Bavorské matice, která pro určení stupně lavinového nebezpečí posuzuje tyto souvislosti: rozsah nebezpečných míst, pravděpodobnost uvolnění laviny a možnost uvolnění samovolných lavin.
Podoba výstupu lavinové předpovědi – lavinového bulletinu –  přes snahu o standardizaci není zatím v různých státech provádějících lavinovou předpověď jednotná. Předpovědní služby sdružené do EAWS se nicméně dohodly na jednotné struktuře lavinového bulletinu. Ten by měl vycházet v průběhu zimní sezóny pravidelně (zpravidla jednou denně, v některých zemích i 2× za den) a jeho obsah by měl být strukturován v následujícím pořadí:
- stupeň lavinového nebezpečí jakožto nejdůležitější, ale zároveň nejobecnější informace
- zvlášť ohrožená místa vymezená dle expozice a nadmořské výšky
- převládající typ lavinové situace
- slovní popis nebezpečí
- další informace o sněhové pokrývce nebo počasí
- měřená data (sněhoměrných či meteorologických stanic)

Lavinové bulletiny jsou vydávány pro oblasti o rozloze alespoň 100 km2, typicky pro horské masivy. Informace v nich obsažené jsou tedy obecného charakteru, a vytvářejí pouze obecný základ pro posouzení lavinové situace v konkrétní lokalitě. Správně posoudit nebezpečí na konkrétním svahu pouze na základě takovéto obecné lavinové prognózy nelze. Rozhodovací procedury při pohybu ve volném, potenciálně lavinovém terénu musí zahrnovat i pozorování příslušná dané lokalitě (skladba sněhové pokrývky, testy stability sněhu, varovné signály jako trhliny ve sněhu či „vumm“ zvuky) a vyžadují jak teoretické znalosti lavinové problematiky, tak zkušenost pozorovatele.

### Testování stability sněhu

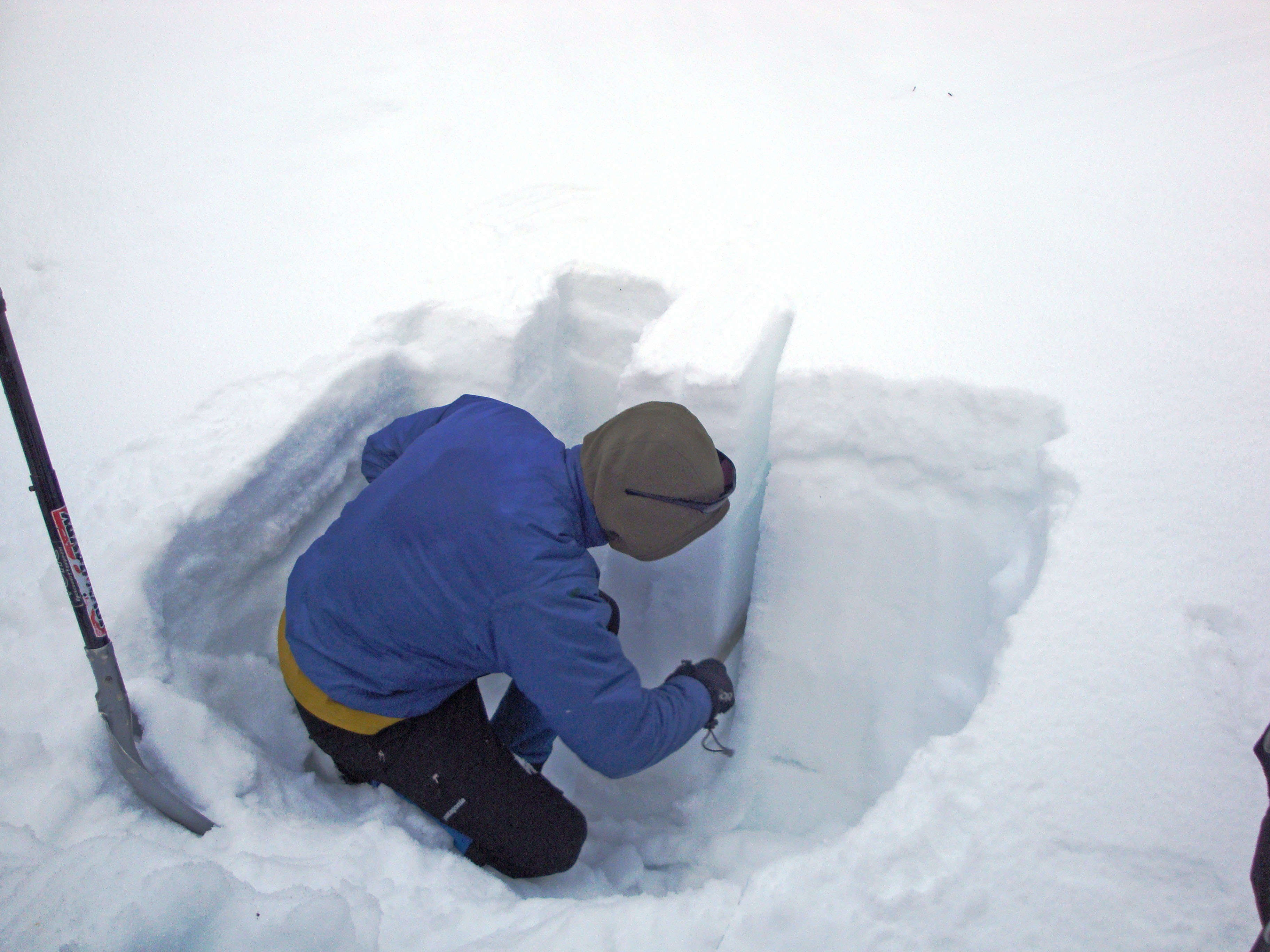
Příprava kompresního testu

Pro posouzení možnosti či pravděpodobnosti vzniku lavin, ať už pro formalizovanou lavinovou předpověď nebo operativně při pohybu v lavinovém terénu, je posuzováno velké množství různorodých datových zdrojů. Velmi žádané jsou a velkou výpovědní hodnotu mají data přímo zachycující nestabilitu ve sněhové pokrývce, která zapříčiňuje a umožňuje vnik laviny. Jedním z mála způsobů, jak tyto data pořídit a přímo zhodnotit danou instabilitu, je testování stability sněhu. To v sobě v širším pojetí zahrnuje pokusné uvolnění laviny lyžováním nebo explozí výbušnin, v užším pojetí jde o standardizované testovací procedury založené na zatěžování nebo jiném rozrušování izolovaného bloku sněhu. Testování stability sněhu však obecně hovoří přímo pouze o lokalitě (svahu, odlučné zóně laviny), kde bylo vykonáváno. Z toho vyplývá obecný problém volby reprezentativní, ale zároveň dostatečně bezpečné lokality, kde test provádět. Zároveň je třeba mít na vědomí, že je to vlastně nestabilita, nikoli stabilita, která je testováním zjišťována, a že tedy jedině instabilitu lze testováním odhalit. Z toho vyplývá, že pokud je instabilita identifikována, lze daný svah považovat za nebezpečný z hlediska vzniku lavin, nicméně pokud instabilita identifikována není, výsledek testu je neprůkazný a nelze daný svah považovat za stoprocentně bezpečný.
Testování stability lyžováním poskytuje přímý údaj o nebezpečí daného svahu nebo svahu odpovídajícího při lyžování ve volném terénu. Testující se snaží uvolnit instabilitu ve sněhu podřepy, výskoky, oblouky. Testovat lze samozřejmě jen svahy, kde nehrozí riziko vzniku laviny dostatečně velké, aby byla schopna zranit či zabít člověka. Nicméně i tak je třeba dodržovat bezpečnostní pravidla, zejména aby na testujícího dohlížel pozorovatel mimo inkriminovaný svah. Při lyžování ve volném terénu lze obvykle najít množství krátkých, strmých sjezdů, které poskytují příležitost k otestování stability sněhové pokrývky. Výbušniny jsou obvykle užívány k včasnému uvolňování lavin při prevenci velkých, destruktivních lavin, nicméně mohou být využity i pro posuzování stability sněhu, zejména na svazích s nebezpečným nebo problematickým přístupem. Uvolnění laviny výbuchem značí špatnou nebo průměrnou stabilitu sněhu, vznik kráteru s trhlinami kolem stále naznačuje určitou nestabilitu ve sněhu, kráter bez trhlin naznačuje stabilní sníh.
Standardizovaných testů stability sněhu existuje celá řada. Mezi nejčastěji operativně prováděné a v literatuře nejvíce diskutované testy stability sněhu patří kompresní test (z anglického Compression test, zkratka CT), test klouzavého bloku (z německého Rutschblocktest, zkratka RB), test rozšířeného sloupce (z anglického Extended Column Test, zkratka ECT) a Propagation Saw Test (zkratka PST). Jednotlivé testy se liší svou časovou náročností, vhodností použití, limity a charakterem informace, kterou jsou schopné poskytnout. Obecně mohou tyto testy poskytnout informaci o množství energie potřebné k uvolnění instability (kompresní test, test klouzavého bloku, test rozšířeného sloupce) a informaci o schopnosti sněhové pokrývky šířit takto uvolněnou instabilitu (Propagation Saw Test, test rozšířeného sloupce. Kompresní test a test klouzavého bloku jen částečně a jen při vyhodnocení informace o typu lomu.) Nicméně hodnocení stability svahu by nikdy nemělo být činěno na základě jediného (jakéhokoli) testu stability bez zahrnutí všech dalších dostupných informací o případné nestabilitě.

### Lavinová ochrana

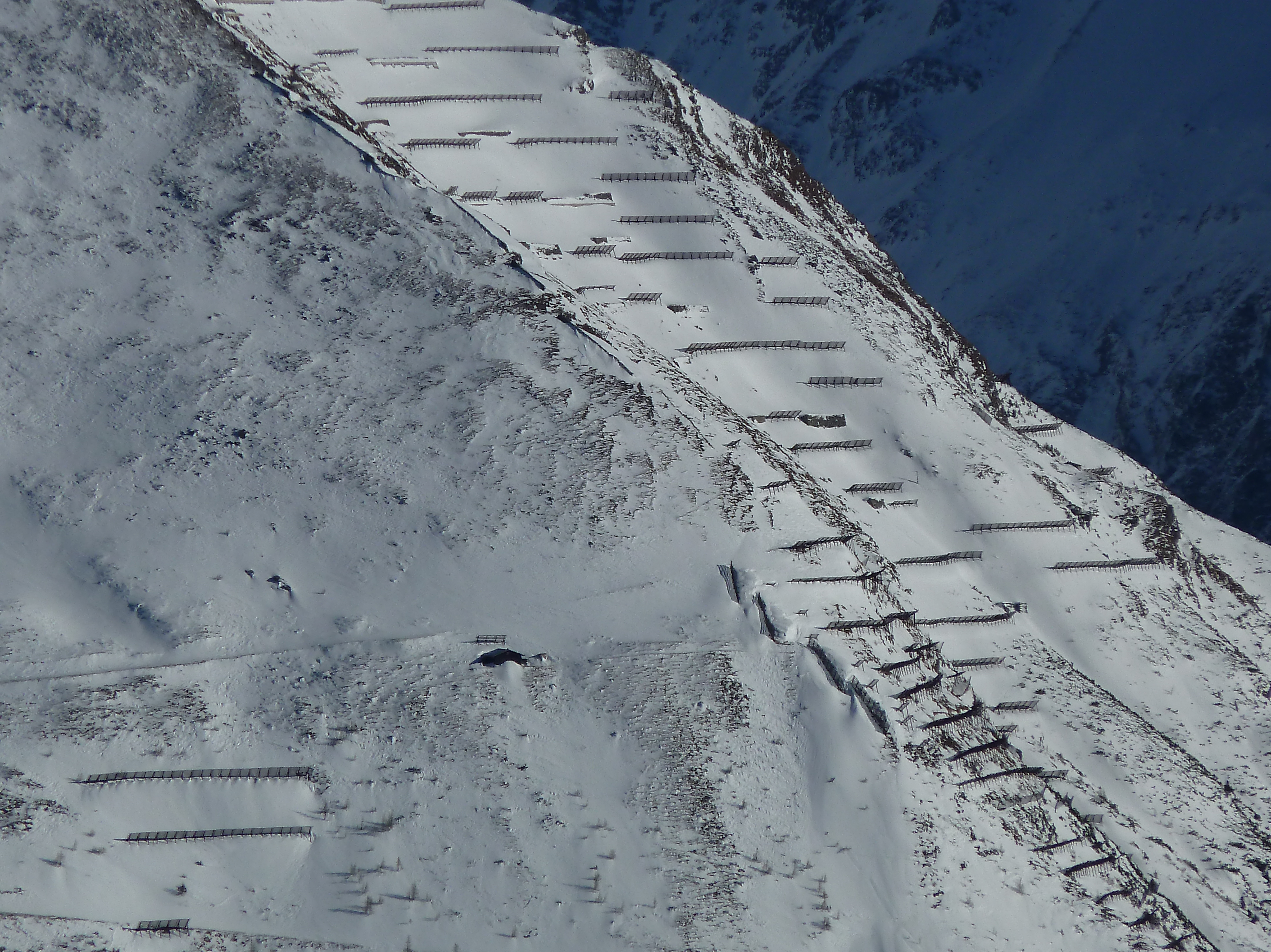
Sněžné zábrany na lavinovém svahu v Rakousku

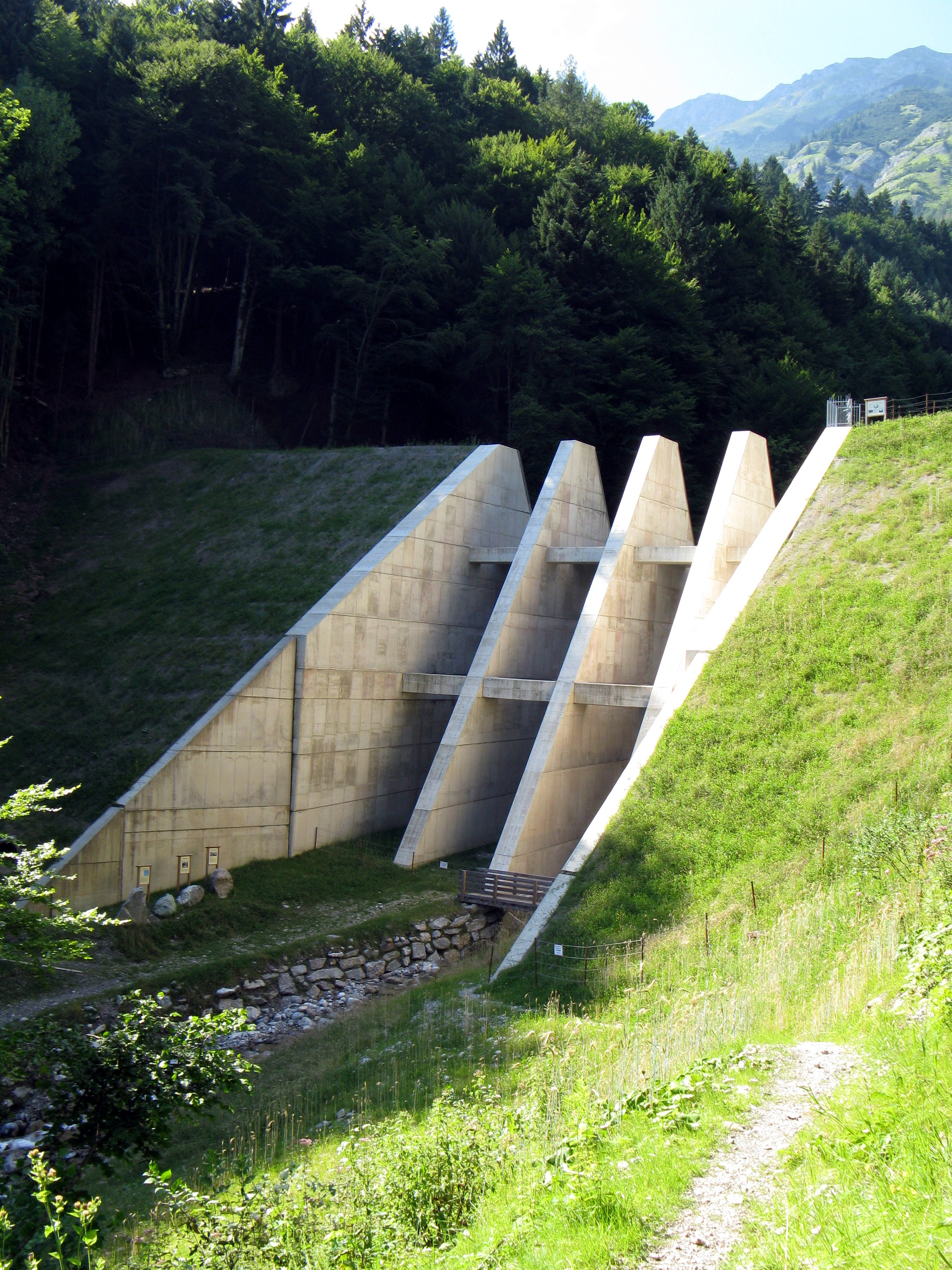
Hráz proti lavinám a murám, Mühlau

Horské masivy jsou odpradávna obývány lidmi, a toto osídlení se vždy dostávalo do konfliktu s lavinovou aktivitou. V Alpách jsou známy snahy snížit riziko lavin pro osoby a stavební objekty již od čtrnáctého století. Ve dvacátém století snahy o ochranu sídel a transportních koridorů výrazně zesílily. Snaha zabránit lavinovým škodám může mít podobu snahy zcela předejít vzniku ohrožujících lavin, či zcela zabránit možnosti těchto lavin působit škody, v takovém případě lze hovořit o lavinové prevenci, nebo podobu snahy takové škody zmírnit, a v takovém případě lze hovořit o lavinové mitigaci. Souhrnným termínem je pak v českém kontextu lavinová ochrana.

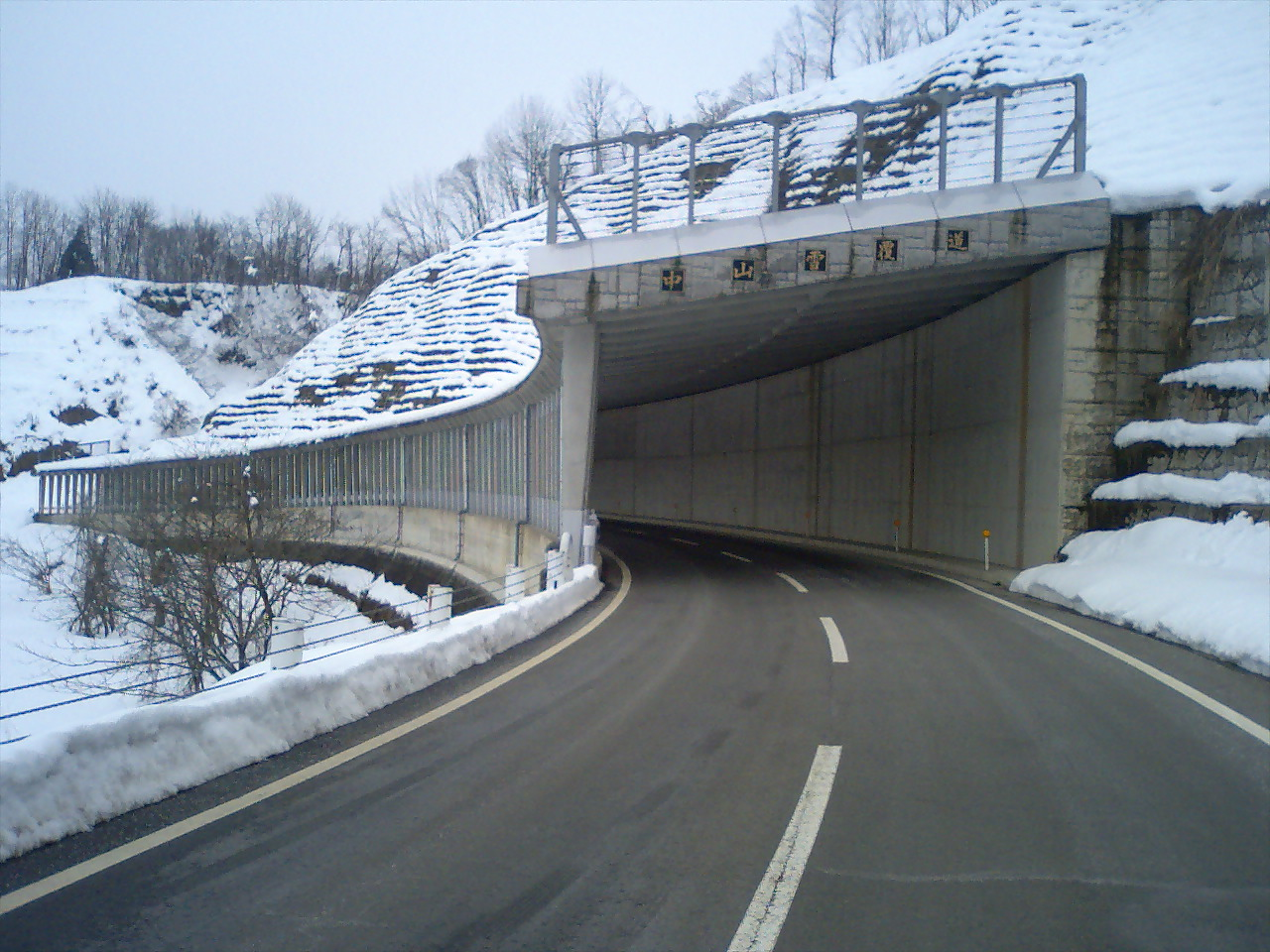
Lavinová galerie na silnici v Japonsku

Prvky lavinové ochrany lze rozdělit na prvky aktivní a pasivní, a dále na prvky dočasné a trvalé. Mezi aktivní dočasné prvky patří uvolňování lavin výbušninami, akutní uzavírky silnic nebo předběžné evakuace. Mezi pasivní dočasné prvky patří například lavinová předpověď a varování, sezónní uzavírky silnic nebo varovné cedule. Mezi trvalé aktivní prvky patří například sněžné zábrany a ploty, lavinové galerie, záchytné hráze a valy, zesílené a přizpůsobené struktury staveb, či zalesňování lavinových drah a prvky managementu lesa. Klíčovým prvkem pasivní trvalé ochrany před lavinami je mapování jejich rizika, vytváření lavinových katastrů a územní plánování v dotčených oblastech.
Při určování adekvátních opatření se pracuje s analýzou rizik, vycházející mimo jiné z frekvence lavinových událostí v dané lokalitě, zranitelnosti posuzované lokality, míry akceptovatelného rizika, a nákladů daného opatření (finančních, sociálních, atd.).

### Lavinové vybavení a lavinová záchrana

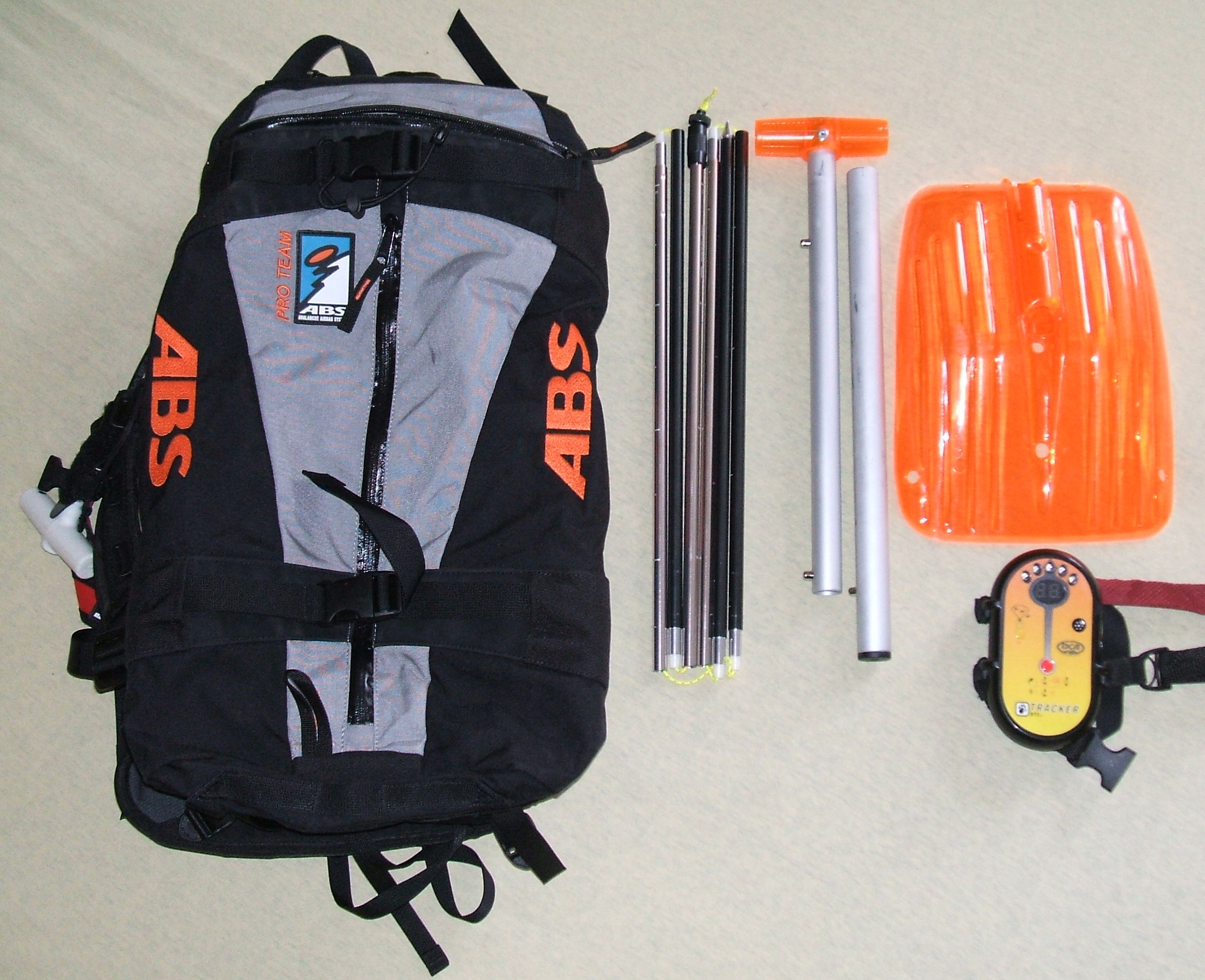
Lavinová lopata, sonda a vyhledávač dnes patří mezi základní vybavení při pohybu v lavinovém terénu. Čím dál víc se uplatňuje i užití lavinových batohů.

Lavinové vybavení dostálo v průběhu historie značných změn. Až do vynálezu lavinových vyhledávačů patřila k standardnímu vybavení tzv. lavinová šňůra – 20 až 30 metrů dlouhá, zhruba 3,5 mm silná červeně zbarvená šňůra, kterou lyžaři tahali při lyžování v lavinovém terénu za sebou, a která měla usnadnit nalezení zasypaných tím, že byla určitá pravděpodobnost, že část šňůry zůstane viditelná na povrchu sněhu. Už Luis Trenker ale ve třicátých letech píše o „lyžařích, kteří se lavinovou šňůru stydí použít.“ Lavinová šňůra byla později pro svou nepraktičnost a malou účinnost vytlačena lavinovými vyhledávači.  Revoluci v lavinovém vybavení pak znamenal vynález prvního funkčního lavinového vyhledávače v roce 1968, s komerčním prodejem od roku 1971. Samotné lavinové vyhledávače od té doby prošly mohutným technologickým vývojem (počet a dosah antén, standardizace, analogový a digitální signál, funkce mark a možnost hledání více zasypaných apod.)
Dnes patří k základnímu lavinovému vybavení lavinový vyhledávač, lavinová sonda a lavinová lopata. Jen kompletní a funkční lavinová výbava umožňuje rychlou a efektivní záchranu z laviny. Standardem se pomalu stává i lavinový batoh, fungující na principu rychlého nafouknutí airbagu (případně airbagů) po aktivaci lyžařem při zasažení lavinou. Díky tomu, že větší a méně husté částice plavou v tekutině na povrchu, napomůže nafouknutí airbagu udržet lyžaře na povrchu laviny. K nadstandardnímu lavinovému vybavení patří například avalung, systém separující vdechovaný a vydechovaný vzduch v lavině.
Klíčovým prvkem lavinové záchrany je rychlost. Více než 90 % zasypaných totiž přežívá prvních 18 minut pod lavinou, naopak jen kolem 30 % zasypaných v lavině přežívá déle než 35 minut. Většina zasypaných se mezi 18. a 35. minutou udusí. Složky integrovaného záchranného systému však obvykle nejsou schopné dorazit na místo a nalézt zasypaného v prvních 18 minutách, proto je nejúčinnější okamžitá kamarádská pomoc. Pro tu je nutností kompletní lavinová výbava a znalost jejího správného používání (práce s vyhledávačem, sondování, efektivní vyhrabávání, následná první pomoc). Za tímto účelem je vypracována řada metodik. Organizovaná záchrana přichází zpravidla až po fázi dušení a je tedy schopná zachránit jen zlomek zasypaných.

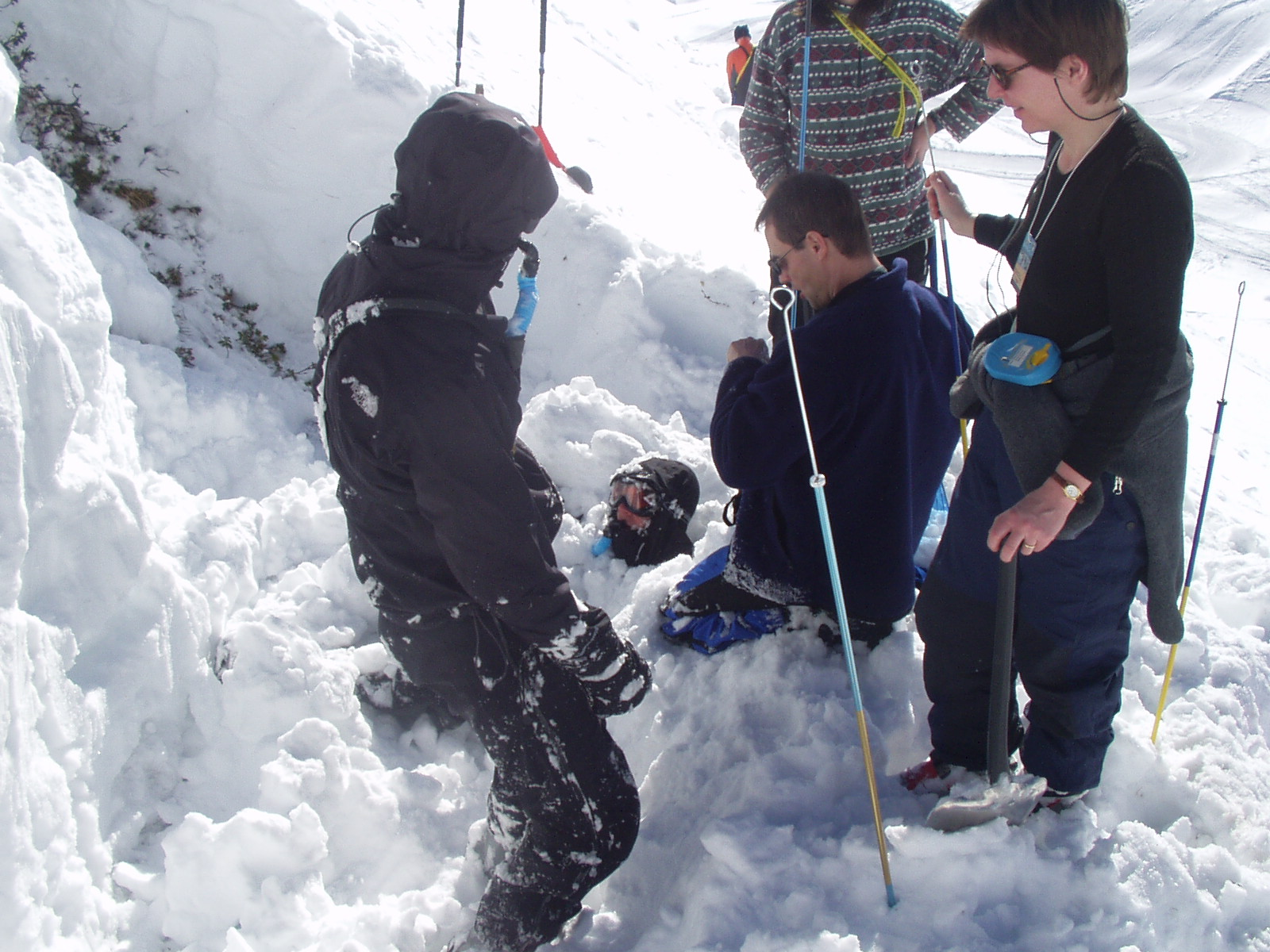
Nácvik lavinové záchrany

Obecný postup záchrany je v hrubých rysech následující: V případě lavinové nehody je třeba pečlivě sledovat strženého nebo stržené a identifikovat místo, kde byl v lavině spatřen naposledy. Laviniště pod tímto místem pak tvoří prohledávanou oblast. Vodítkem mohou být také části výstroje, které zůstaly na povrchu laviny. Následuje snaha o lokalizaci stržených prostřednictvím lavinových vyhledávačů. Její postup připomíná přistávací manévr letadla – nejprve je velmi rychle v pásech širokých 30 metrů prohledáváno laviniště, dokud není zachycen signál lavinového vyhledávače zasypaného. Poté je tento signál následován a s tím, jak se vyhledávající blíží k jeho zdroji, zpomaluje se jeho postup a on svůj lavinový vyhledávač přibližuje k povrchu sněhu. Přesná dohledávka pak probíhá s vyhledávačem těsně nad úrovní sněhu, kdy se pohybem do kříže vyhledávající snaží najít místo, kde jeho vyhledávač ukazuje nejmenší hodnoty vzdálenosti k lavinovému vyhledávači zasypaného. Toto místo je označeno a v tomto místě je také následně zapíchnuta první lavinová sonda. V případě, že tato není pozitivní (nenarazí na zasypaného), sonduje se dále ve směru spirály s rozestupy sond 25 cm. Pozitivní sonda se již nevytahuje. Vyhrabávání zasypaného je zahájeno z místa ve svahu pod sondou, které je od sondy vzdáleno zhruba 1,5 násobně vůči hloubce zasypaného, kterou ukázala sonda. Pokud je tedy zasypaný v hloubce jednoho metru, je vyhrabávání zahájeno ve vzdálenosti jednoho a půl metru od sondy. Je to z toho důvodu, aby vykopávající svým pohybem neporušil případnou vzduchovou kapsu zasypaného. S tím, jak je výkop prohlubován, přibližuje se k sondě. Po nalezení zasypaného jsou mu jako první uvolněny dýchací cesty a hrudník. Následuje první pomoc, u které je důležitá co nejšetrnější manipulace s postiženým. 
V případě, že zasypaný nebo zasypaní nemají lavinový vyhledávač, je laviniště prohledáváno rovnou sondováním. V takovém případě jsou sondující postaveni vedle sebe v linii, kdy vzdálenost mezi sondujícími je 75 cm a po každém vpichu sondy postupují o 70 cm kupředu. V případě, že je zachraňujících málo, užívá se tzv. metoda otevřeného sondování, kdy je vzdálenost mezi sondujícími dvojnásobná a každý z nich před postupem vpřed provádí dva vpichy (ve vzdálenosti 75 cm od sebe), případně tři vpichy (ve vzdálenosti 50 cm od sebe). V případě že sondování se standardními rozestupy bylo vícekrát neúspěšné, a nalezení živého zasypaného nelze příliš očekávat, přistupuje se někdy k tzv. jemnému sondování, kde jsou vzdálenosti mezi vpichy jen 25 cm. V rámci organizované záchrany jsou také používáni speciálně vycvičení lavinoví psi. Ti jsou obvykle schopní identifikovat zasypaného během deseti minut za předpokladu, že jeho pach dosahuje povrchu sněhu (zejména v lavinách měkkého sněhu nebo v případě, že hloubka zasypání nepřesahuje dva metry). Problematické je jejich užití v případě hustého sněhu, větrného počasí, nebo když je povrch laviniště kontaminován jinými pachy.

## Vliv lavin na přírodní prostředí

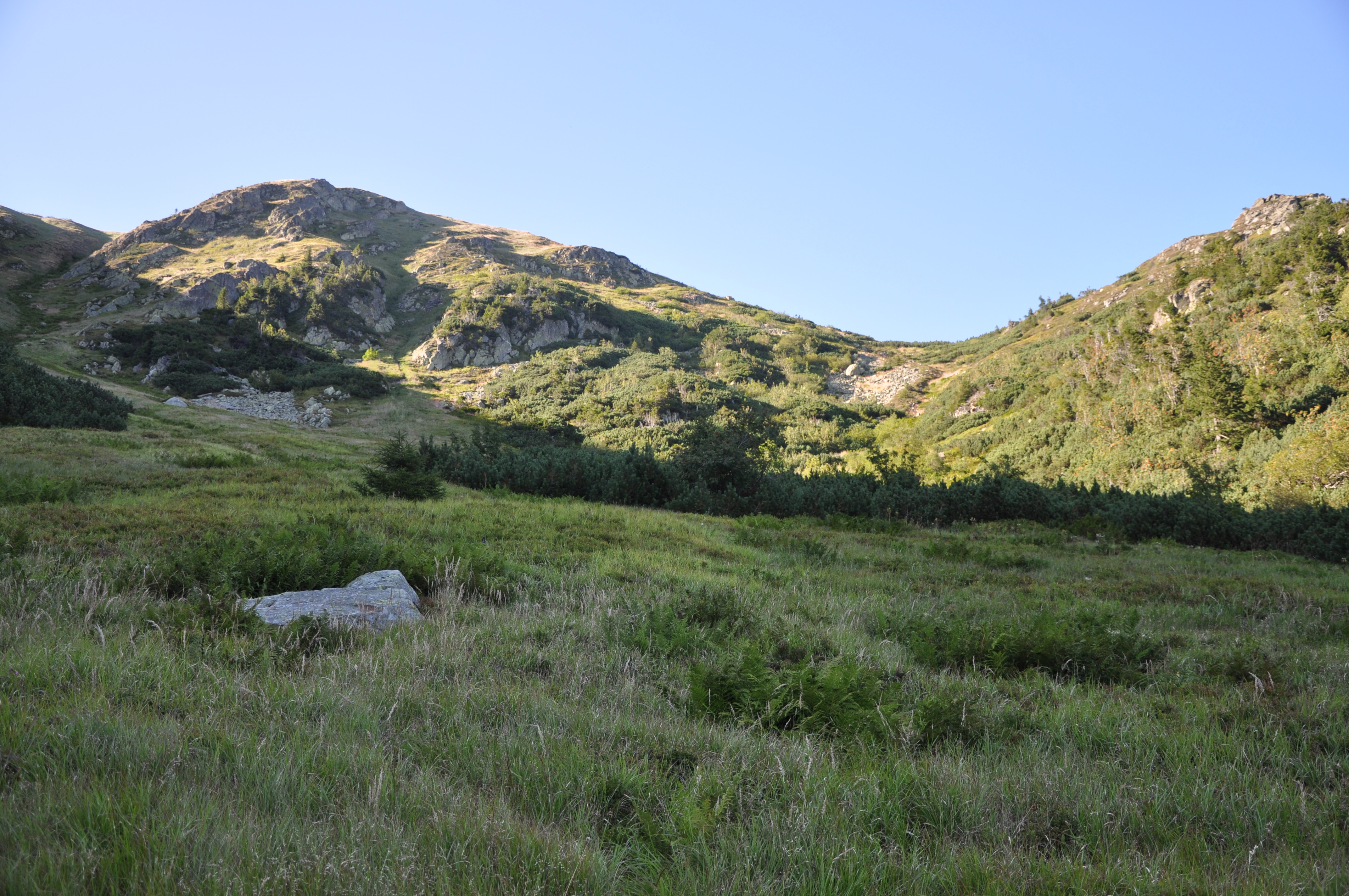
Lavinami udržované bezlesí v Kotelních jámách v Krkonoších

Laviny mají nezastupitelný význam ve vývoji horského reliéfu a ekosystémů. Základové laviny s sebou odnášejí velké množství zeminy a kamenů odtržených od skalního podloží a tím formují tvar lavinové dráhy. Laviny se také mohou podílet na vzniku a výživě ledovců (tzv. turkestánský typ ledovců, předpokládaný v dobách ledových i v Dlouhém dole a Dole Bílého Labe. Laviny také odstraňují z lavinových svahů les a pomáhají udržet bezlesí a křovinaté porosty. Stromové porosty pak vytvářejí specifické lavinové formy, jako jsou tzv. křivolesy. Na místech lavinově vytvořeného bezlesí se daří světlomilným rostlinám, laviny tato místa obohacují také o minerální živiny, a tak se tyto tzv. botanické zahrádky vyznačují vysokou biodiverzitou.

## Laviny vČesku

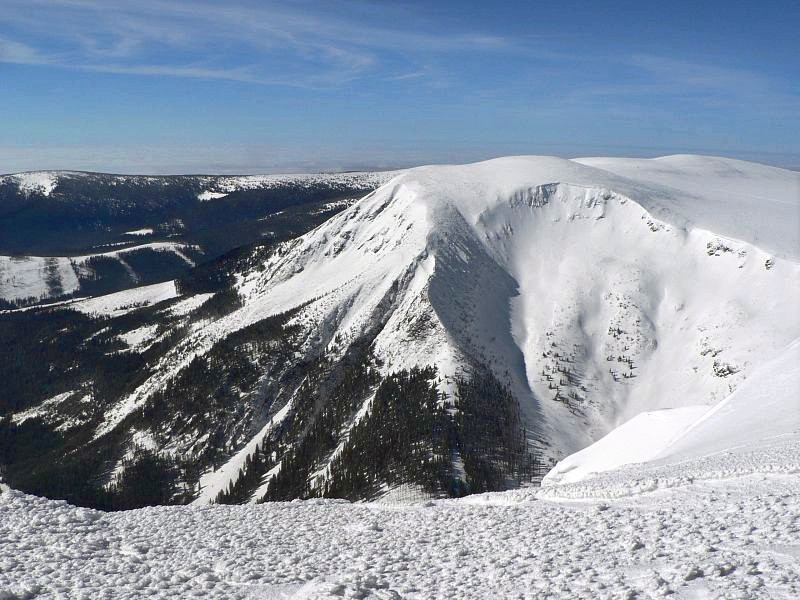
Úpská jáma (vpravo) a Malá Studniční jáma (vlevo) v Krkonoších

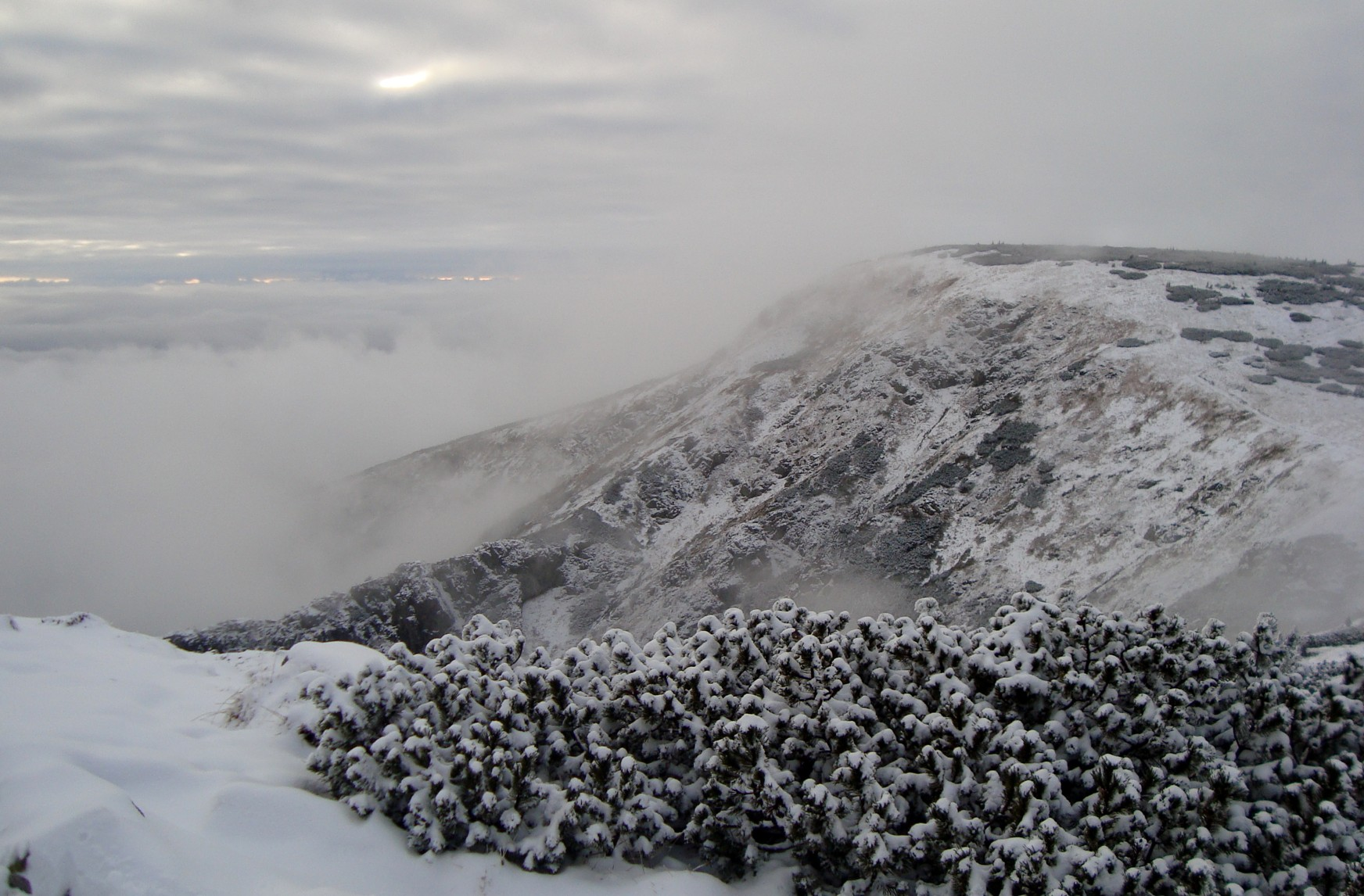
Kotelní jámy v Krkonoších

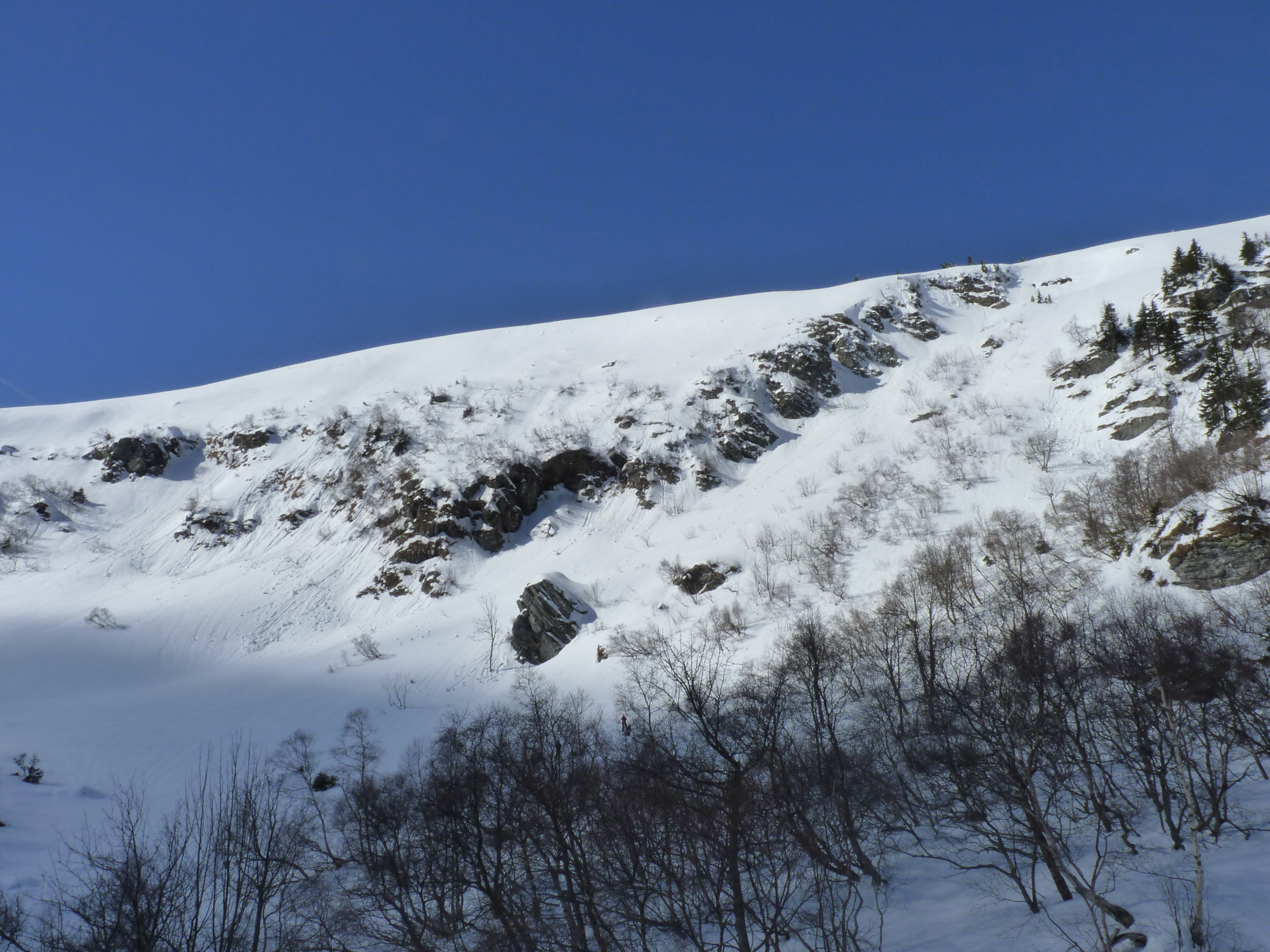
Lavinový svah ve Velkém kotli v Jeseníkách

Obecně hrozí laviny všude tam, kde je jednak dostatečná sněhová pokrývka, dále dostatečný sklon svahu. V minulosti jsou z území dnešního Česka zprávy o lavinách i v místech, kde se zřejmě již ve 21. století nevyskytují. Například první zaznamenaná lavina v Krkonoších je z 15. února 1655 z vesnice Sklenářovice, kdy strhla dvě chalupy a zasypala 15 lidí, z nichž 7 zahynulo. Johannes Mathesius zase v 16. století informoval o Klínovci jako o hoře, kde nebezpečné laviny ničí lesy, boří domy a berou životy. V současnosti v Česku vykazují lavinovou aktivitu zejména Krkonoše, dále také Hrubý Jeseník a Králický Sněžník, ve kterých je vymezeno dohromady celkem 71 tradičních lavinových drah, nicméně laviny, včetně tragických, jsou zaznamenávány i v Beskydech, a tři lavinové svahy jsou také na české straně Šumavy.

Krkonoše jsou v Česku jediným pohořím s rozsáhlou lavinovou aktivitou. Na české straně spadne během zimní sezóny přibližně 20 až 25 lavin, zhruba stejný počet jich spadne na straně polské. Jejich přesný počet se liší z roku na rok v širokém rozpětí od 0 do 75 lavin v české části Krkonoš. K hlavním lavinovým oblastem patří na české straně svahy Obřího dolu, Labského dolu, Kotelních jam, dolu Bílého Labe a Dlouhého dolu. Plošně největší lavinová dráha v Krkonoších je tzv. Velká lavina, která vznikla dne 8. března 1956 na severovýchodním svahu Zlatého návrší. K odtržení laviny došlo v šíři 300 metrů a lavinová dráha byla dlouhá přes 1 kilometr. Lavina cestou doslova smetla starý smrkový porost a tlaková vlna vylámala smrky i v protisvahu. Lavinový nános byl vysoký 15 metrů a odtál až následující rok. Od roku 1956 zde k pádu laviny nedošlo a svah má pravděpodobně charakter tzv. stoleté lavinové dráhy s rozestupy mezi lavinovými událostmi v řádu desítek let. Nejdelší lavinové dráhy Krkonoš jsou lavinová dráha Úpská rokle v Obřím dole se zaznamenanou délkou až 1400 metrů (také 8. března 1956), Malá Studniční jáma v Obřím dole s četnými lavinami délky až 1300 metrů a lavinová dráha Pramenný důl v Dlouhém dole s délkou až 1250 metrů. Jedno z plošně nejrozsáhlejších a nejdelších lavinových drah v Krkonoších je i lavinová dráha v Modrém dole, počínající na Mapě republiky. Zde například 10. února 2015 došlo k uvolnění laviny s délkou 1125 metrů a šířkou odtrhu 546 metrů, která jen těsně minula chatu Děvín. K soustavnému pozorování a zaznamenávání lavin dochází v Krkonoších již od roku 1956.

V Jeseníkách je vymezováno celkem 16 lavinových drah, a to v oblasti Malého a Velkého Kotle a Sněžné kotliny v Hrubém Jeseníku a na jižním svahu Králického Sněžníku. Lavinová aktivita zde není tak četná, jako v Krkonoších, i když výskyt lavin je zde každoroční. Lavinový výzkum a preventivní opatření jsou zde prováděna až od roku 1969.